# Mitsubishi Lancer
Mitsubishi Lancer je automobil vyráběný japonskou automobilkou Mitsubishi od roku 1973 v devíti generacích.
Lancer se v různých zemích v různých obdobích prodával jako Colt Lancer, Dodge Colt, Plymouth Colt, Chrysler Valiant Lancer, Chrysler Lancer, Eagle Summit, Hindustan Lancer, Soueast Lioncel a Mitsubishi Mirage. Od roku 2007 se v Japonsku prodával jako Mitsubishi Galant Fortis.
Od uvedení vozu Lancer na trh v roce 1973 do roku 2008 se prodalo více než šest milionů kusů.
Mitsubishi ukončilo výrobu modelu Lancer v srpnu 2017 po celém světě, s výjimkou Tchaj-wanu a Číny, která dostala vlastní devátou generaci. Rozsáhlý facelift vozu, založeném na osmé generaci, provedla čínská pobočka designerské společnosti Pininfarina.

## První generace (A70, 1973)
První generace modelu Lancer byla uvedena na trh v únoru 1973 v provedení dvoudveřový a čtyřdveřový sedan a patřila do třídy malých vozů. Sloužil k vyplnění modelové mezery mezi minivozem Minica a větším Galantem. Na trh bylo uvedeno dvanáct modelů, od základního sedanu s objemem motoru 1,2 litru až po výkonný model 1600 GSR, který byl úspěšný v rallye. V září 1973 bylo představeno zřídka vídané pětidveřové kombi. První generace se prodávala pod různými názvy: Dodge Colt ve Spojených státech, Plymouth Colt v Kanadě, Dodge Lancer v některých zemích Latinské Ameriky, Chrysler Valiant Lancer v Austrálii a Colt Lancer na některých evropských trzích. Neochota používat značku Mitsubishi na mnoha exportních trzích pramenila ze strachu z reakcí zákazníků, kteří si ještě značku Mitsubishi pamatovali z druhé světové války a letounů Mitsubishi A6M. Vůz byl navržen v designovém stylu „coke bottle“, v 70. letech celosvětově populárním stylingu.

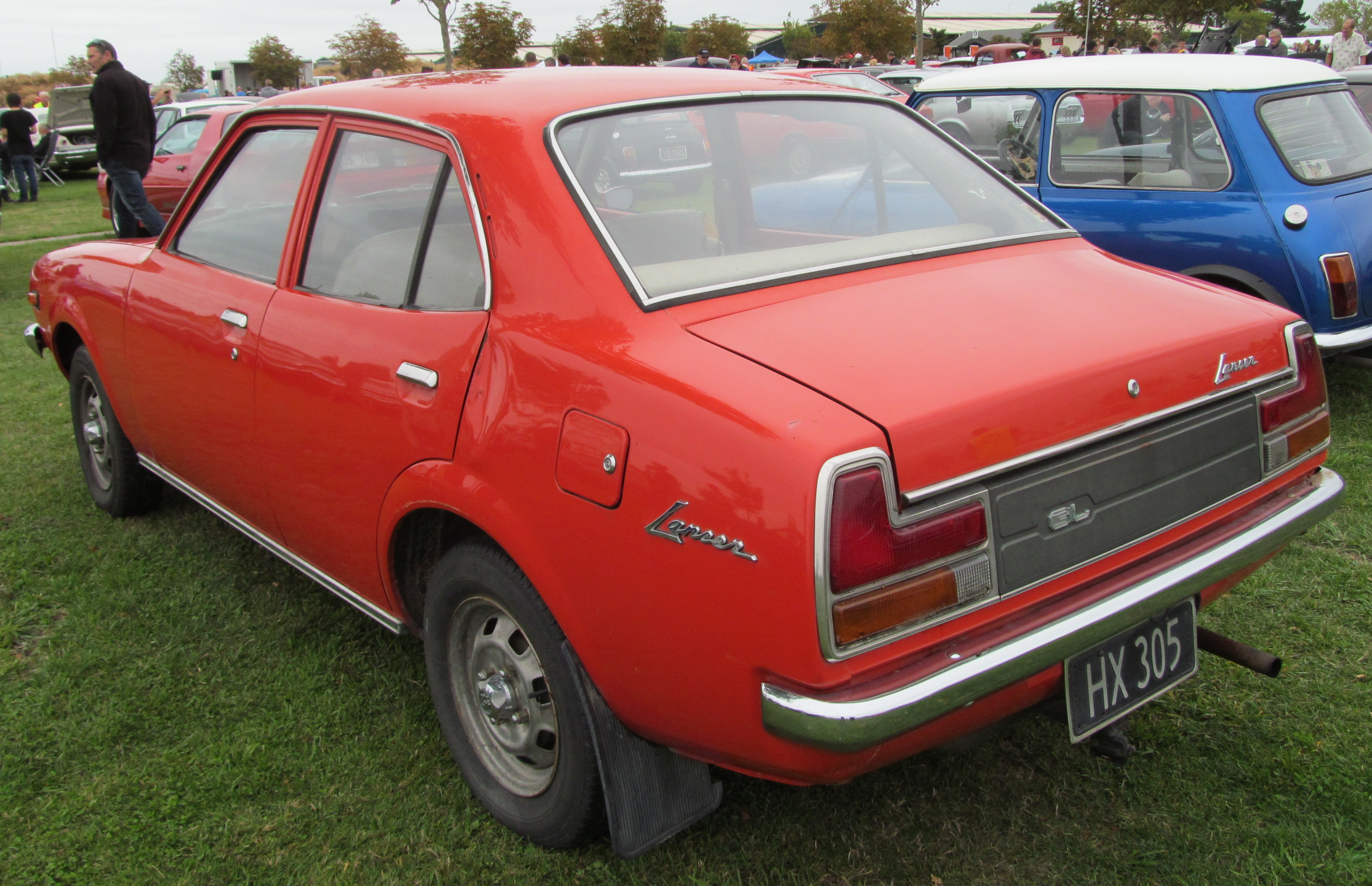
Mitsubishi Lancer (před faceliftem)

Lancer byl na začátku výroby vybaven 1,2litrovým motorem Neptune 4G42 s rozvodem OHV, 1,4litrovým motorem Saturn 4G33 s rozvodem OHC nebo větším 1,6litrový 4G32. Výkony byly 70 koní (51 kW) a 92 koní (68 kW), resp. 100 koní (74 kW) pro modely označované jako A71, A72 a A73. Model 1600 GSR, představený v září, dosahoval výkonu 110 koní (81 kW) při 6700 otáčkách za minutu. Lancery pro evropský trh dostaly motory Saturn 80 o objemech 1,2, 1,4 a 1,6 litru s udávaným výkonem 55 koní (40 kW), 68 koní (50 kW) a 82 koní (60 kW). Motor 1,6 litru byl vyhrazen pro dvoudveřové sedany, zatímco čtyřdveřové sedany dostaly pouze motor 1,4. Maximální rychlosti byly 150, 155 a 165 km/h.
V říjnu 1975 byl nejmenší motor nahrazen novým 1,2litrovým čtyřválcem 4G36 o výkonu 80 koní. V listopadu ztratila všechny motory přibližně osm až devět procent výkonu v důsledku zpřísnění emisních norem pro rok 1976.

### Facelift (1976)

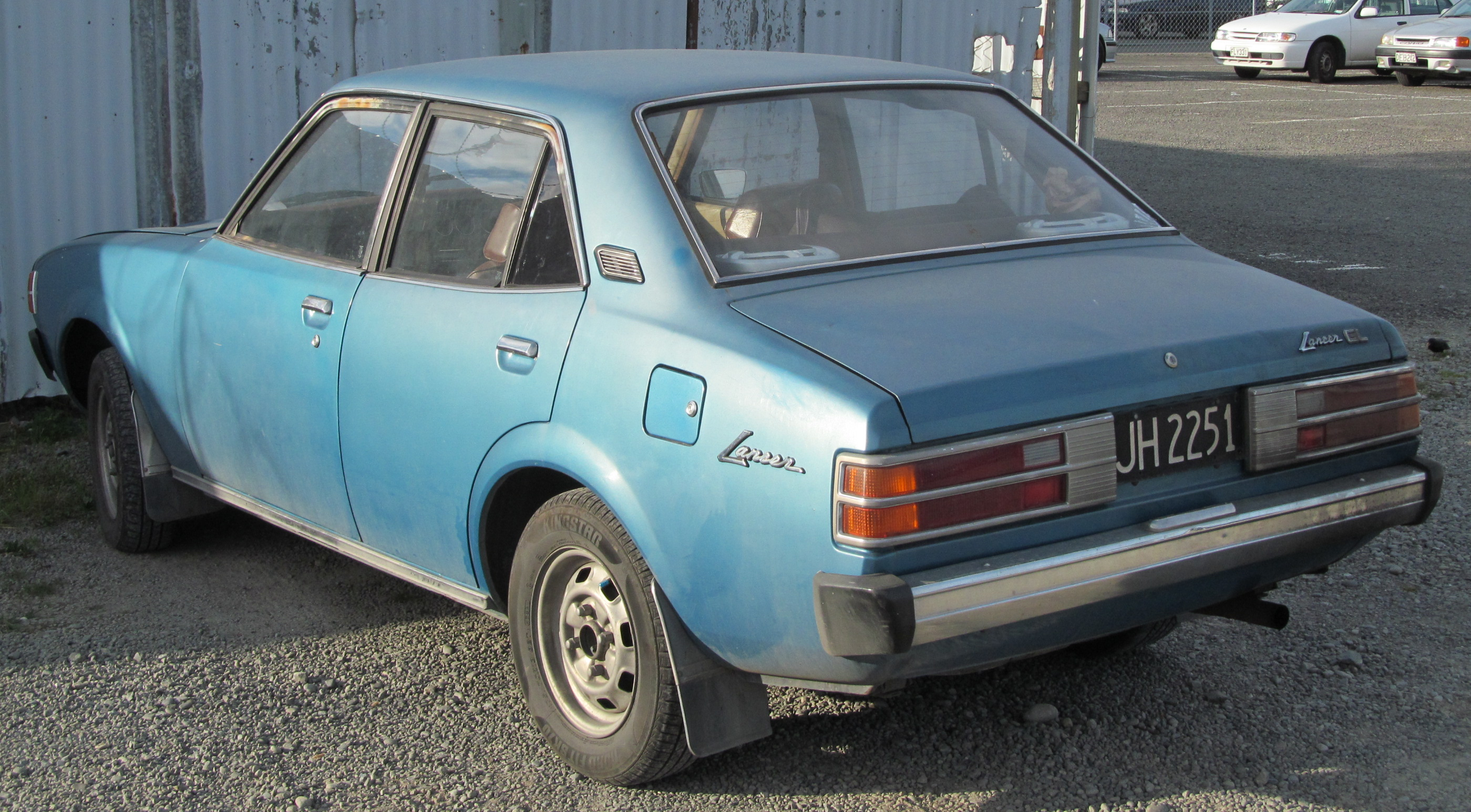
Mitsubishi Lancer (facelift)

V listopadu 1976 prošly modely pro japonský trh faceliftem, při kterém byly nahrazeny předchozí zadní svítilny ve tvaru písmene L širokými obdélníkovými svítilnami. Byly zvětšeny a přesunuty přední směrovky, přibyly také nové větší gumové nárazníky a byla pozměněna mřížka chladiče. Facelift se v Japonsku postupně zažil pod názvem A140. Model 1600 GSR byl i po faceliftu až do konce výroby označován jako A73, protože si zachoval motor 4G32, přestože taktéž dostal všechny úpravy karoserie.
V reakci na nové emisní normy, které vstoupily v platnost v roce 1978, byl motor Saturn o objemu 1,2 litru v dubnu 1977 nahrazen novým motorem Orion G11B o výkonu 70 koní.

### 1600 GSR

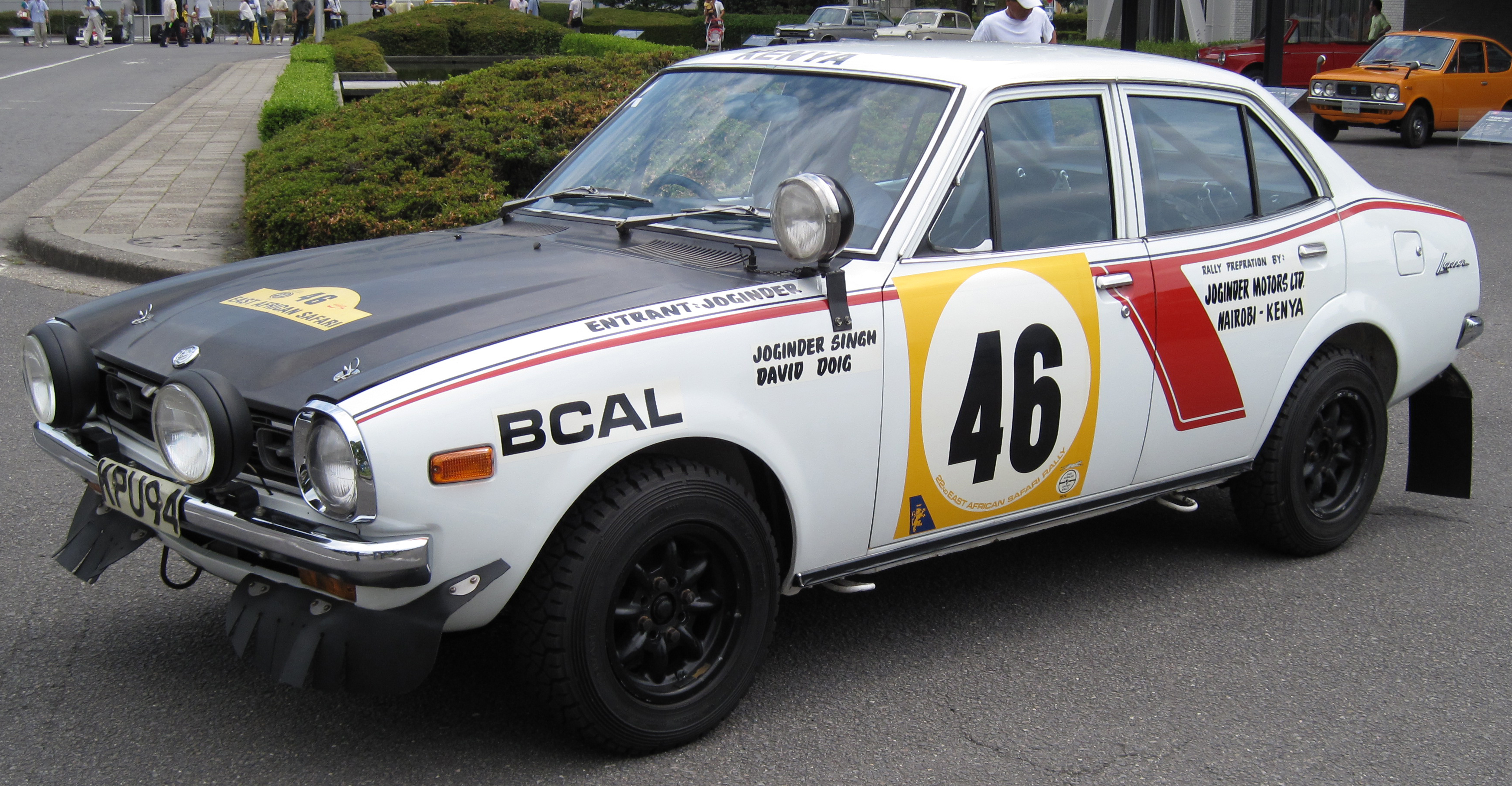
Mitsubishi Lancer 1600 GSR (verze pro Safari rallye)

Výkonný model Mitsubishi Lancer 1600 GSR, který se v Evropě prodával jako Colt Lancer 1600 GSR, vyvinulo Mitsubishi pro své ambice v off-roadových závodech, zejména pro Safari rallye v Keni. Díky opakovaným triumfům v této nejnáročnější rallye na světě si v Africe vůz vysloužil přezdívku "král aut".
Ve specifikaci pro rallye dosahoval model GSR výkonu 126 kW (169 koní) při 7800 ot/min. Silniční verze měly původně výkon 110 koní (81 kW), ale po zavedení přísnějších emisních norem pro rok 1976 klesl výkon na 100 koní (74 kW).

### Kombi
Vzhledem k tomu, že neexistovala verze karoserie kombi druhé generace modelu Lancer, pokračovala výroba první generace kombi Lancer pro domácí a vybrané exportní trhy až do února 1985. Když byl v roce 1975 motor 1,2l nahrazen novým, kombi na domácím trhu si ještě rok ponechaly starý motor Neptune a motory Saturn 1238/1439 cm³ byly nahrazeny motory Orion až v březnu 1979 (u jiných karoserií to bylo v dubnu 1977). Změny v designu probíhaly u karoserie kombi souběžně se sedanem a v roce 1981 měla výhradně karoserie kombi další facelift.

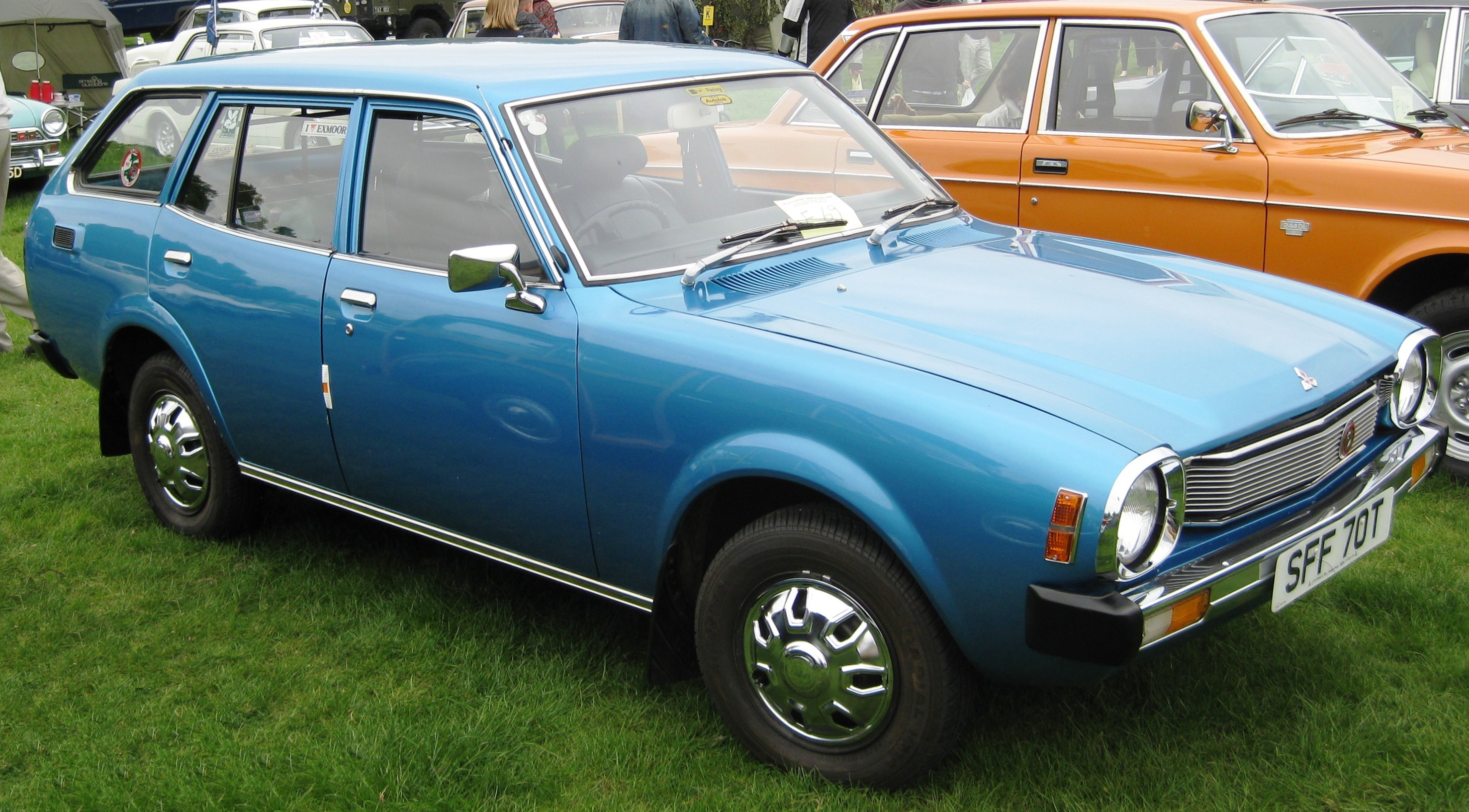
Mitsubishi Lancer (kombi, druhý facelift)
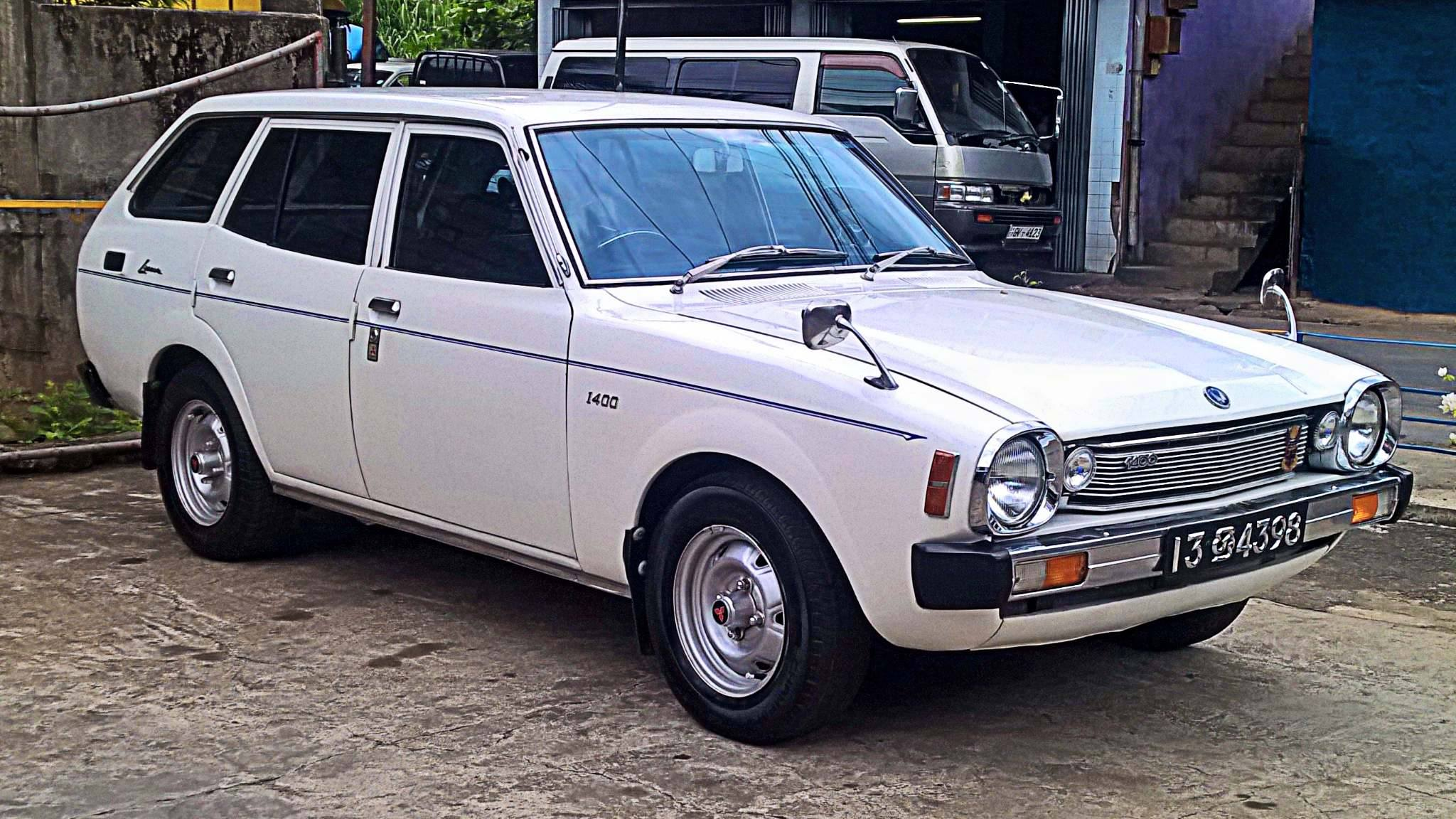
Mitsubishi Lancer (kombi, třetí facelift)

### Celeste (kupé)
V únoru 1975 byl Lancer doplněn o kupé s názvem Mitsubishi Lancer Celeste. Nahradil model Galant FTO, který se na trhu nikdy příliš neprosadil kvůli záměnám s větším modelem Galant GTO a příliš vysoké ceně. Na některých trzích se jmenoval jednoduše Mitsubishi Celeste nebo Colt Celeste a prodával se také jako Chrysler Lancer Hatchback v Austrálii, Dodge Lancer Celeste v Latinské Americe, Plymouth Arrow ve Spojených státech a Dodge Arrow v Kanadě. Vůz byl postaven na stejném rozvoru 2 340 mm jako Lancer sedan, délka dosahovala 4 105 mm (proti 3 960 mm sedanu).
Lancer Celeste byl původně k dispozici s motory o objemu 1,4 a 1,6 litru, později byl přidán větší motor o objemu 2,0 litru. Plymouth Fire Arrow z let 1979-80 se dodával s ještě větším čtyřválcem o objemu 2 555 cm³, který však kvůli americkým emisním předpisům nabízel pouze 105 koní (78 kW).

Vůz prošel faceliftem v roce 1977 a poté znova v roce 1978. Výroba modelu Lancer Celeste skončila v červenci 1981 a počátkem roku 1982 byl nahrazen modelem Cordia s pohonem předních kol.

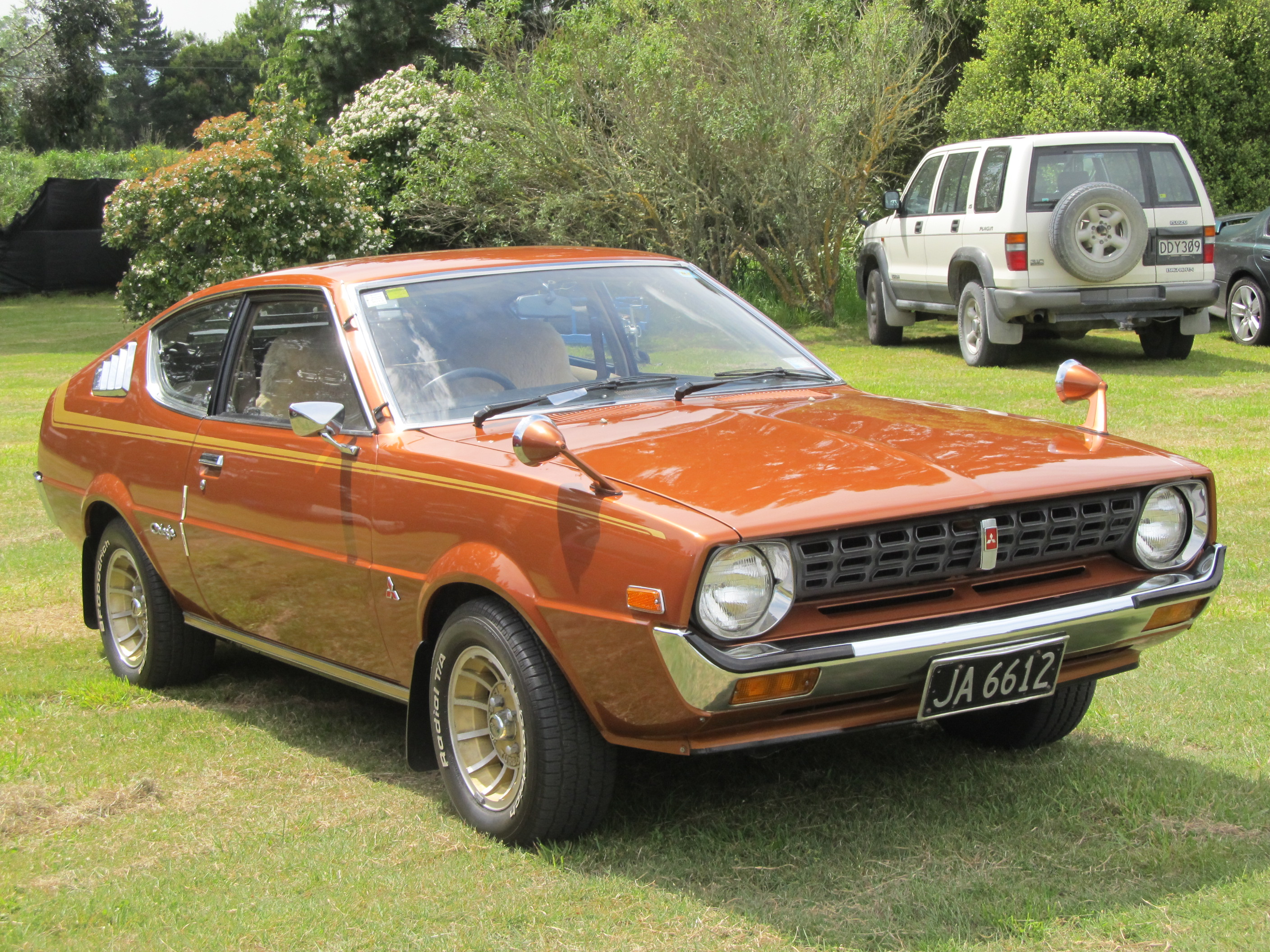
Mitsubishi Lancer Celeste (1978)
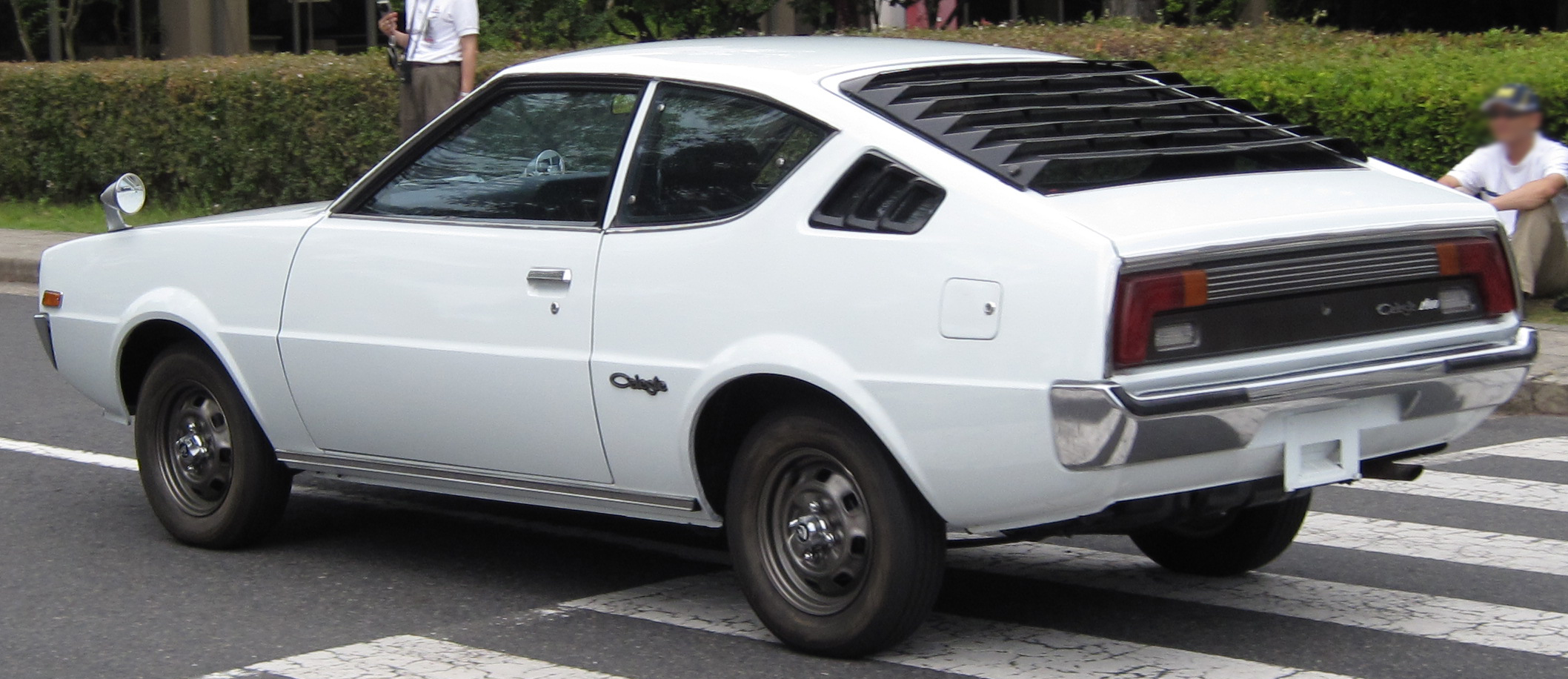
Mitsubishi Lancer Celeste (před faceliftem)
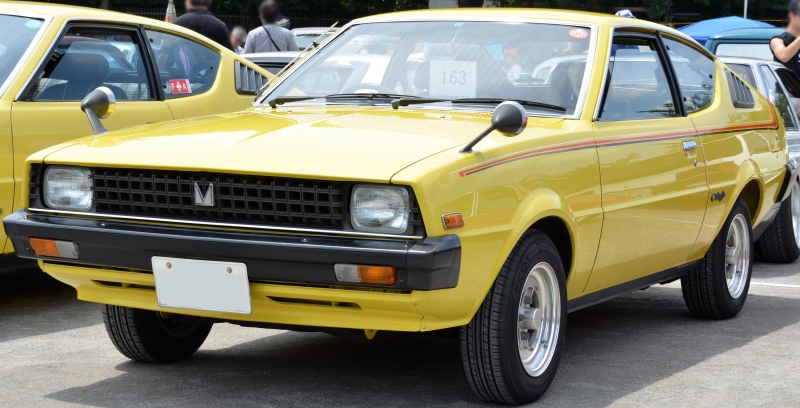
Mitsubishi Lancer Celeste (facelift, 1981)

## Druhá generace (EX, 1979)
V roce 1979 byla v Japonsku představena nová generace Lancer s kódovým označením EX. Jeho nový, uhlazený a aerodynamický design s integrovanými plastovými nárazníky odrážel styl nedávno představených modelů Galant a Sapporo. Tato generace byla k dispozici pouze jako čtyřdveřový sedan. Dvoudveřový sedan byl vyřazen z nabídky, zatímco předchozí generace v karosériích kombi a Celeste kupé se vyráběla ještě několik let. Vůz se rozrostl se do všech rozměrů a byl tak podstatně prostornější.

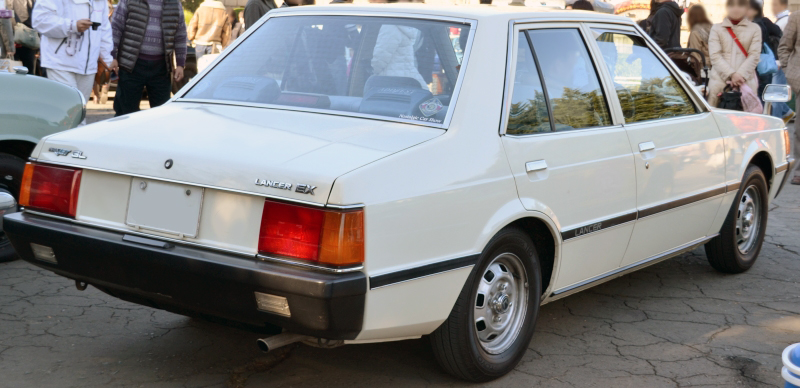
Mitsubishi Lancer (před faceliftem)

V Evropě byl Lancer druhé generace úspěšný, protože jeho střídmý design více odpovídal přáním evropských zákazníků než jeho poněkud výstřední a designově japonský předchůdce. Mitsubishi chtělo druhou generaci přizpůsobit právě evropským zákazníkům, proto měl vůz i evropské jízdní vlastnosti a Mitsubishi také vyhovělo požadavku na větší prostor pro cestující. Evropskou premiéru měl vůz na frankfurtském autosalonu v roce 1979 a prodával se zde do roku 1983.

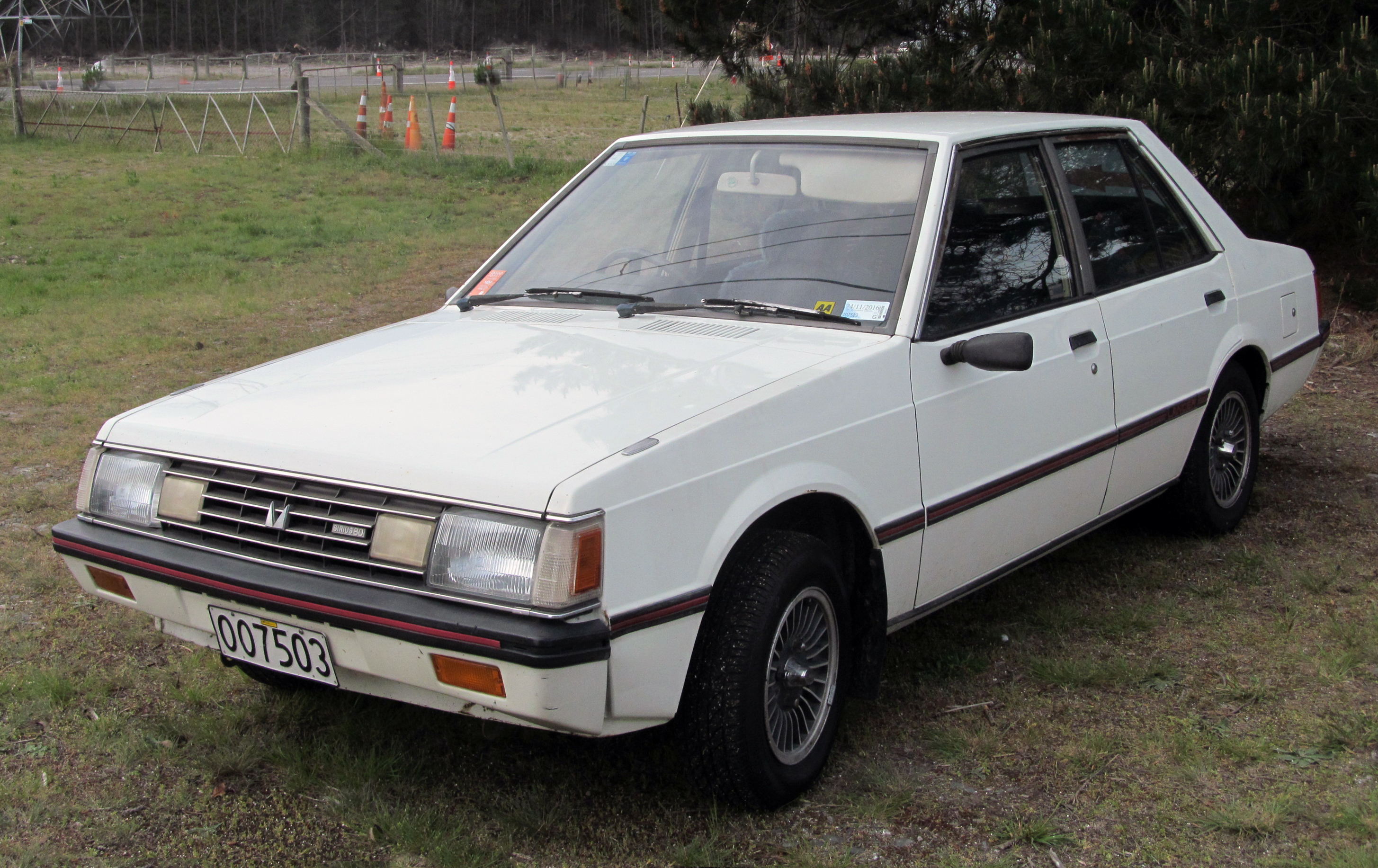
Mitsubishi Lancer 1800 (Japonsko)

Zpočátku byly nabízeny pouze dva motory: 1,4litrový motor MCA-Jet spojený s technologií Mitsubishi Silent Shaft Technology, který dosahoval výkonu 79 koní (59 kW), a 1,6litrový motor s výkonem 84 koní (63 kW). Systém MCA-Jet byl ve srovnání s dříve používaným karburátorovým systémem zcela novou koncepcí. Zkratka MCA znamená „Mitsubishi Clean Air“, což znamenalo, že EX splňoval japonské i americké emisní normy, zatímco nová konstrukce hlavy válců motoru umožnila použití ventilu Jet, který do spalovací komory přiváděl vzduch a vířil směs paliva se vzduchem pro čistší, účinnější a důkladnější spalování. Dalším průlomem byla technologie Silent Shaft, což byly dvě protiběžné hřídele, které se otáčely v opačných směrech, a rušily tak hluk i vibrace motoru, což zajišťovalo komfortnější a tišší jízdu. V roce 1980 pak rozšířily nabídku motorů modelu Lancer motory Sirius 80 s objemem 1,8 litru.

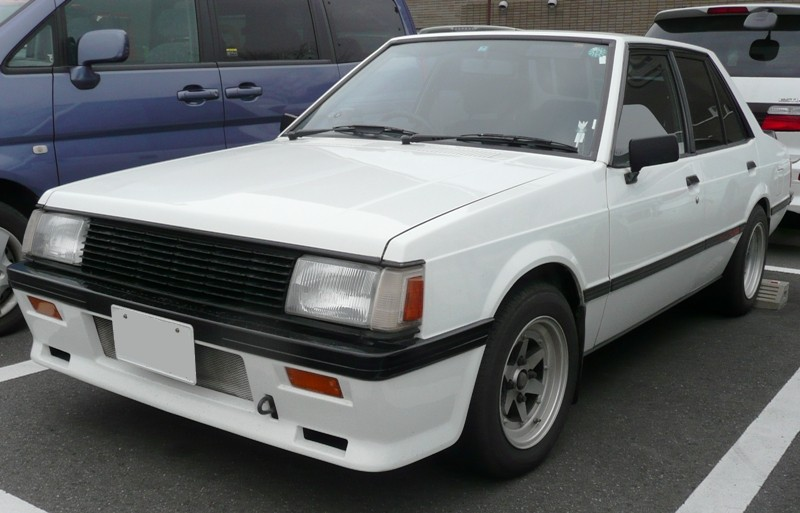
Mitsubishi Lancer 1800GSR (Japonsko)

V roce 1980 byl také přidán motor s turbodmychadlem o výkonu 133 koní (99 kW) a v roce 1983 byl do tohoto motoru s turbodmychadlem integrován také systém mezichladiče, což zvýšilo výkon motoru na 158 koní (118 kW). Vozy s výkonem 133 koní se označovaly 1800GSR nebo GT Turbo a jednalo se o sportovní provedení druhé generace Lancer. Silnější výkon doplňovaly i sportovní doplňky na exteriérech vozů. Prodeje verze s turbodmychadlem byly ovšem v Japonsku nízké kvůli emisním předpisům, které Japonsko v té době zavedlo.

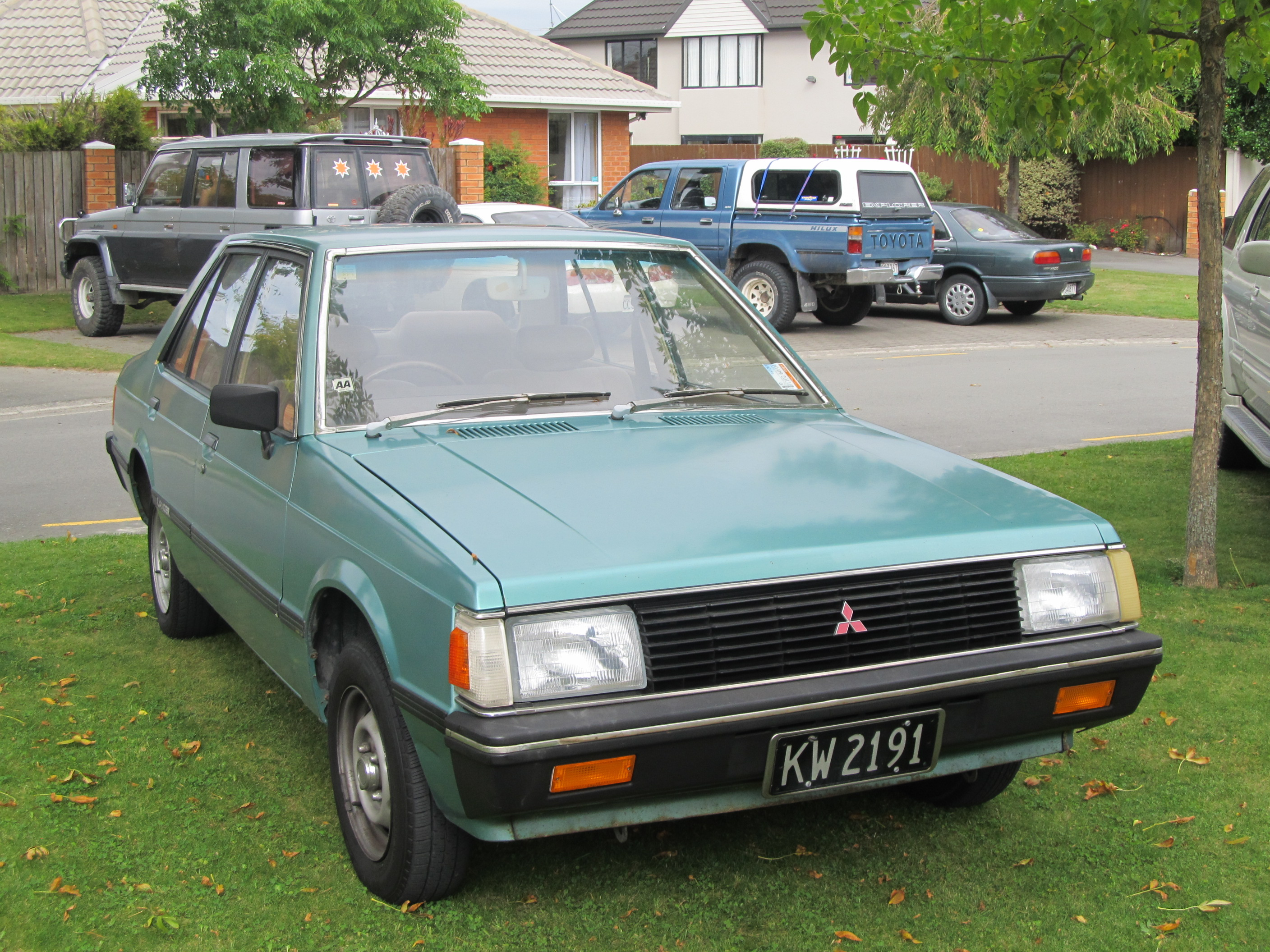
Mitsubishi Lancer (facelift)

Na rozdíl od Japonska si evropští zákazníci mohli v době uvedení na trh pořídit Lancer i s motorem s objemem 1,2 litru, který byl díky místním daňovým podmínkám cenově dostupný. Tento motor byl později dostupný i v Japonsku, a to od května 1981, ale v roce 1983 byl po uvedení menšího modelu Lancer Fiore vyřazen z nabídky. Výkony motorů byly v Evropě menší než na domácím trhu. Motory 1,2l, 1,4l a 1,6l měly 40, 50 a 60 kW (54, 67 a 80 koní).
V Evropě byla k dispozici také vlastní sportovní verze s přeplňovaným motorem SOHC o objemu 2,0 litru, známá jako Lancer 2000 Turbo. Dosahovala maximálního výkonu 168 koní (125 kW) a maximální rychlosti 200 km/h. V modelu 2000 Turbo bylo použit systém elektronicky řízeného vstřikování (ECI). Lancer 2000 Turbo byl homologován pro rallye skupiny 4 a skupiny B. Rallye verze měla výkon 276 k (206 kW).
Zatímco celosvětový prodej byl ukončen v roce 1983, v Japonsku se tato generace prodávala až do roku 1987. Prodávala se společně s modelem Lancer Fiore s pohonem předních kol na bázi modelu Mirage.

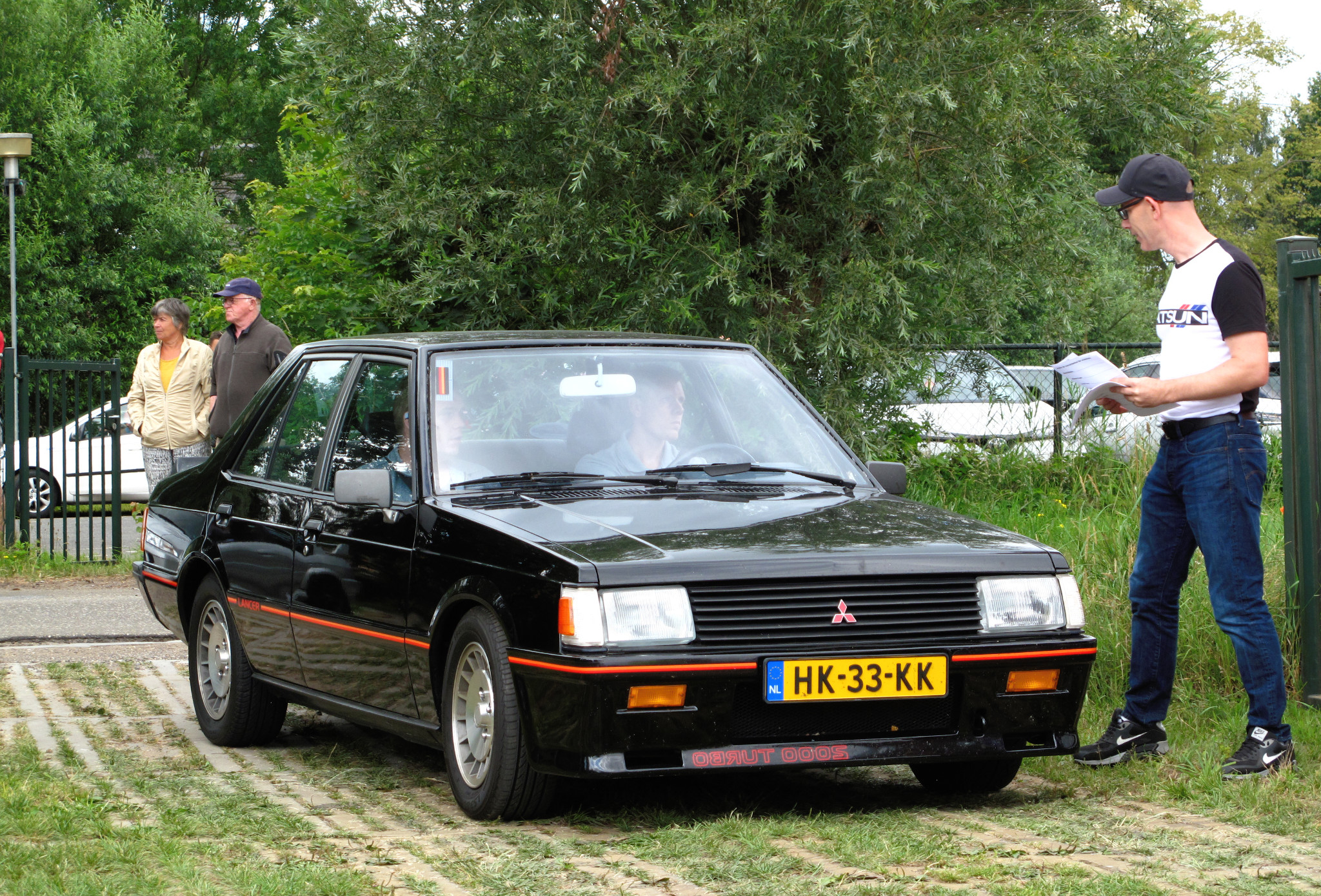
Mitsubishi Lancer 2000 Turbo (Evropa)
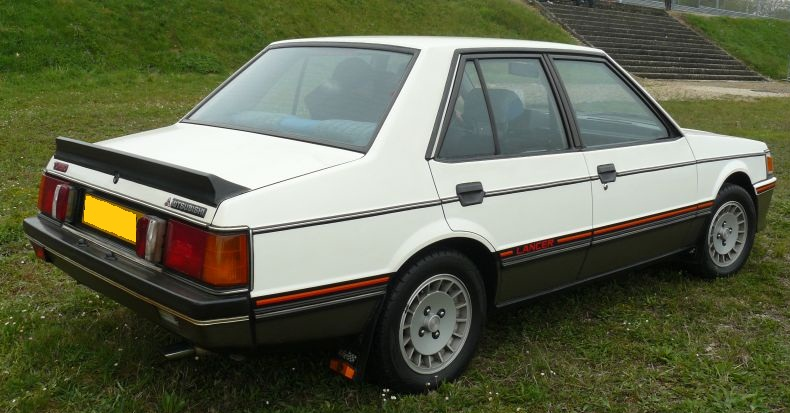
Mitsubishi Lancer 2000 Turbo (Evropa)
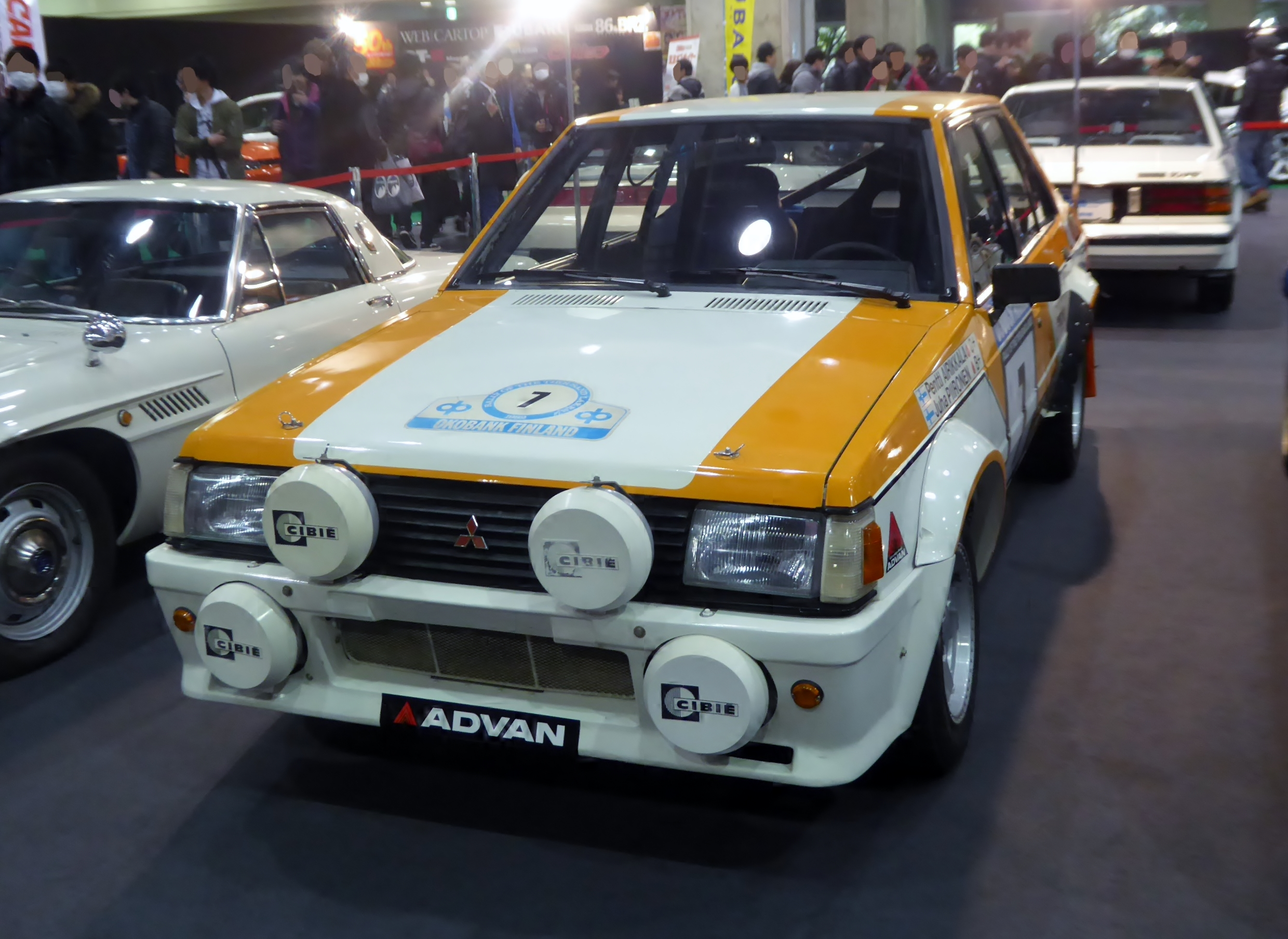
Mitsubishi Lancer 2000 Turbo rallye verze

## Třetí generace (C10/C30, 1983)
V letech 1983 až 2000 byl Lancer odvozen od malého automobilu Mirage, který se na mnoha exportních trzích včetně Evropy prodával pod názvem Colt. Mitsubishi původně uvedlo Mirage na trh v roce 1978 jako hatchback s pohonem předních kol, později v roce 1982 byla uvedena na trh i varianta sedan, jejíž verze se v Japonsku prodávala jako Lancer Fiore. Následujících pět generací se tedy v karoserii hatchback v Evropě prodávalo pod názvem Colt, zatímco ostatní karoserie jako sedan či kombi pod názvem Lancer.

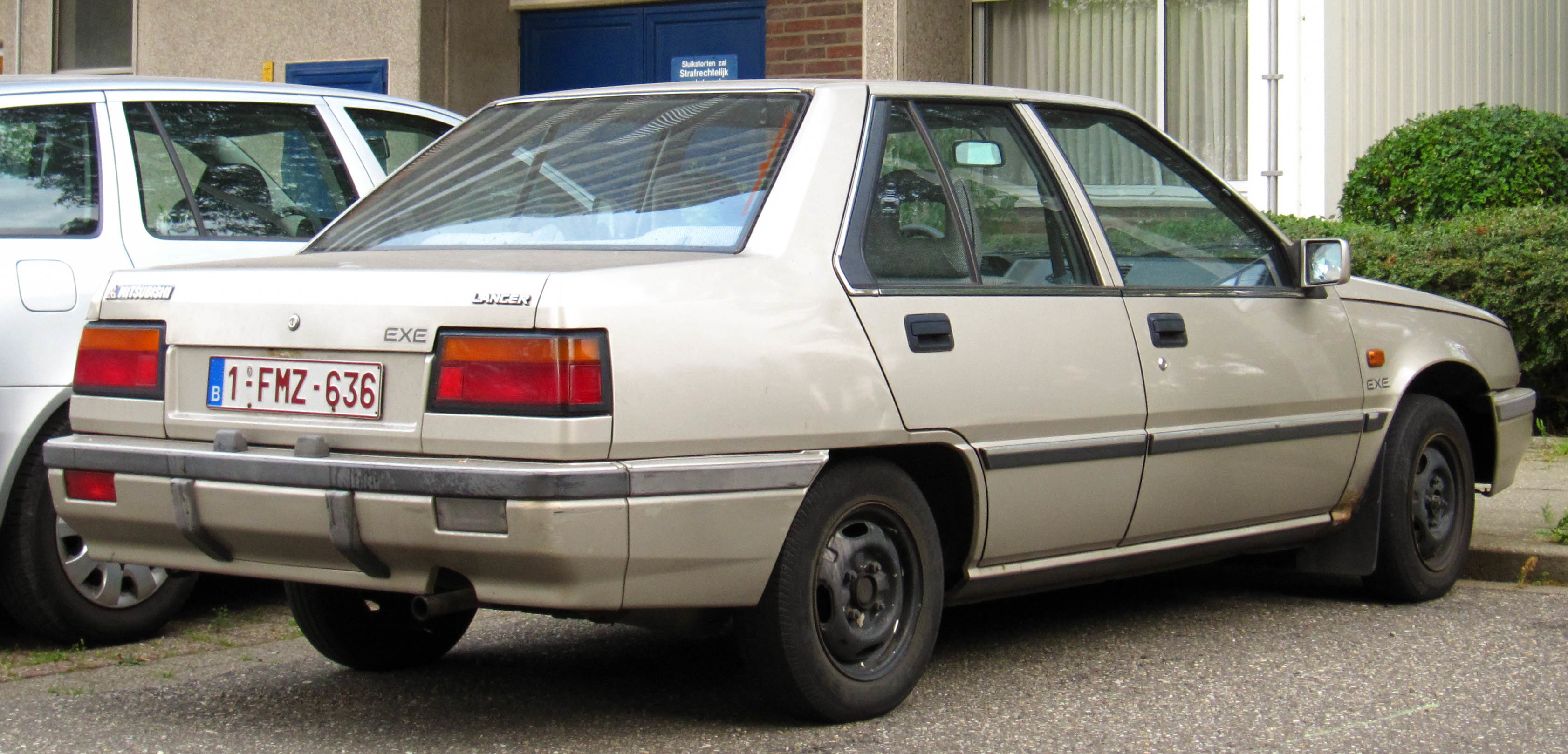
Mitsubishi Lancer (sedan)

V roce 1983 uvedlo Mitsubishi na japonský trh třetí generaci modelu Lancer pod japonským názvem Mirage (který byl ve své druhé generaci). V roce 1985 přibyla karoserie kombi, od podzimu 1986 byl k dispozici vůz s pohonem všech kol a zážehovým motorem o objemu 1,8 litru. Na mnoha exportních trzích se hatchbacky prodávaly jako Mirage nebo Colt, sedan a kombi se běžně označovaly jako Lancer, například v Evropě. Karoserie kombi se stala v zámoří i v Japonsku velmi oblíbeným jak v komerčním, tak v soukromém sektoru. Modelový kód C10 označuje modely s pohonem předních kol, zatímco kód C30 označoval verze s pohonem všech kol (pouze kombi).
Do řady byly nasazeny modernizované motory; zážehové motory Orion o objemu 1,3 a 1,5 litru nahradily předchozí agregáty Orion o objemu 1,2 a 1,4 litru. Mitsubishi uvedlo na trh také varianty vybavené zážehovými motory Sirius o objemu 1,6 a 1,8 litru a poprvé se objevil i vznětový motor Sirius o objemu 1,8 litru. Motor Sirius o objemu 1,6 litru měl také variantu s turbodmychadlem s výkonem 105 koní (77 kW) až 125 koní (92 kW), která byla vybavena nejnovější technologií počítačového řízení motoru včetně elektronického vstřikování paliva. Výkon se lišil pro vozy s katalyzátory nebo pro trhy s palivem s nižším oktanovým číslem. Na některé evropské trhy byl dodáván i menší motor s objemem 1,2 litru a výkonem 55 koní (40 kW), který byl díky daňové politice levnější.
Sedan Lancer byl v Evropě k dispozici ve výbavových stupních L, EL, GL a GLX, stejně jako hatchback Colt, zatímco verze kombi byly k dispozici pouze jako GLX a dieselová varianta pouze ve výbavě GL.

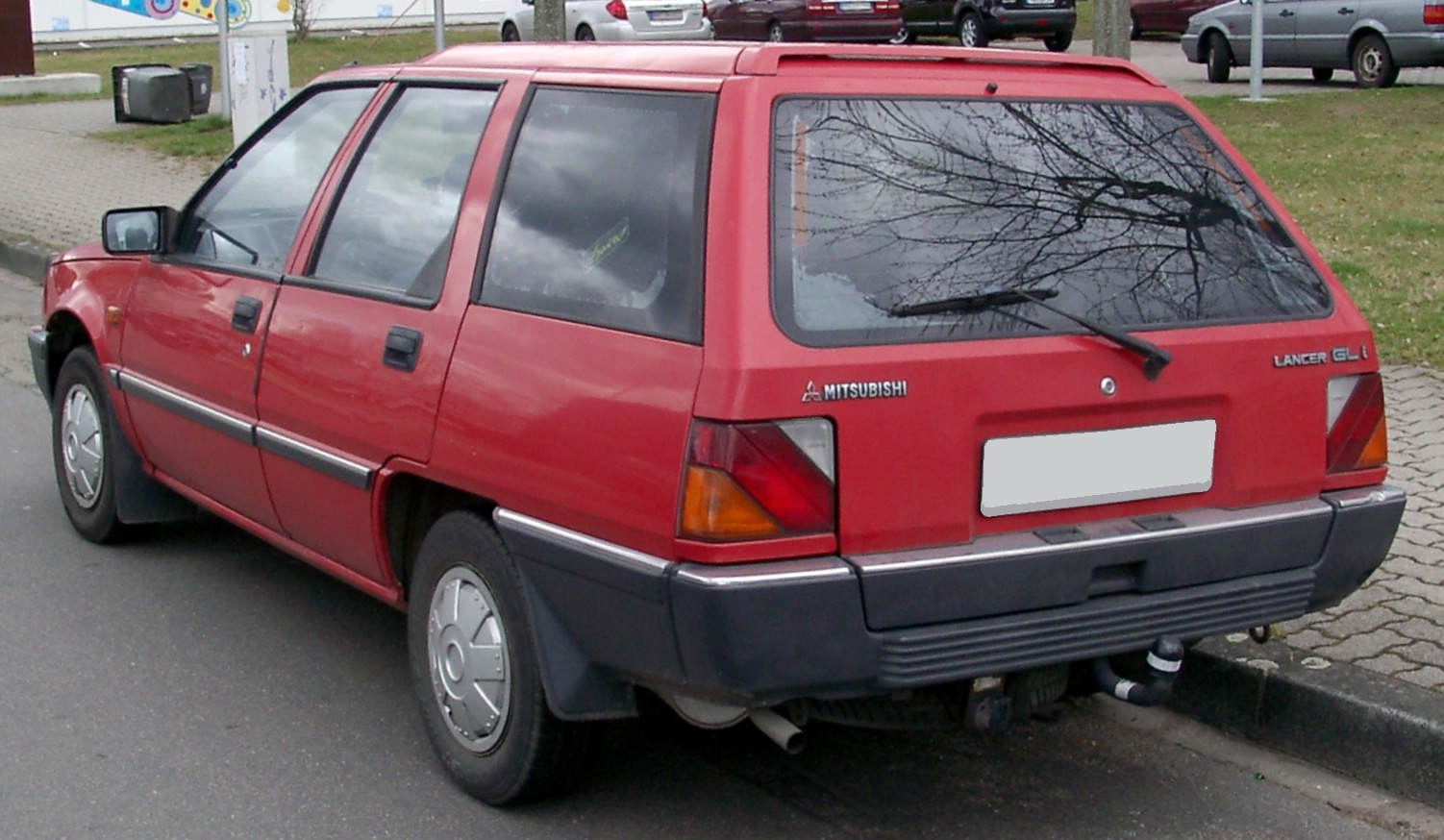
Mitsubishi Lancer (kombi)

Na některých trzích se objevilo také kombi s pohonem všech čtyř kol a větším motorem o objemu 1,8 litru. Vznětový motor s pohonem všech čtyř kol byl dostupný pouze v Japonsku. Verze vybavené katalyzátory byly v Evropě poprvé k dispozici v roce 1985, tedy ve stejné době, kdy bylo představeno kombi.
Na začátku roku 1986 prošel vůz velmi mírným faceliftem a pro japonský domácí trh dostal několik nových motorů. Mezi ně patřila verze nového 1,5litrového motoru G31B z rodiny Saturn se vstřikováním paliva. Současně byly modernizovány převodovky. V říjnu 1986 byly sedany a hatchbacky pro japonský trh přejmenovány na „Mirage NOW“. Součástí změn byla bohatší výbava a přepracovaná výbavová řada od základní výbavu XF přes lépe vybavenou XL až po mírně sportovní X1 X na vrcholu. Model X1 X byl vybaven volantem Italvolanti a koly z lehkých slitin od Porsche Design. Druhá generace hatchbacku Mirage/Colt byla nahrazena v říjnu 1987, "třetí" generace sedanů Lancer byla nahrazena v lednu 1988. Karoserie kombi a dodávka se s drobnými úpravami vyráběly až do roku 1992, protože kombi třetí generace modelů Mirage/Colt a čtvrté generace Lancer neexistovalo.

## Čtvrtá generace (1988)

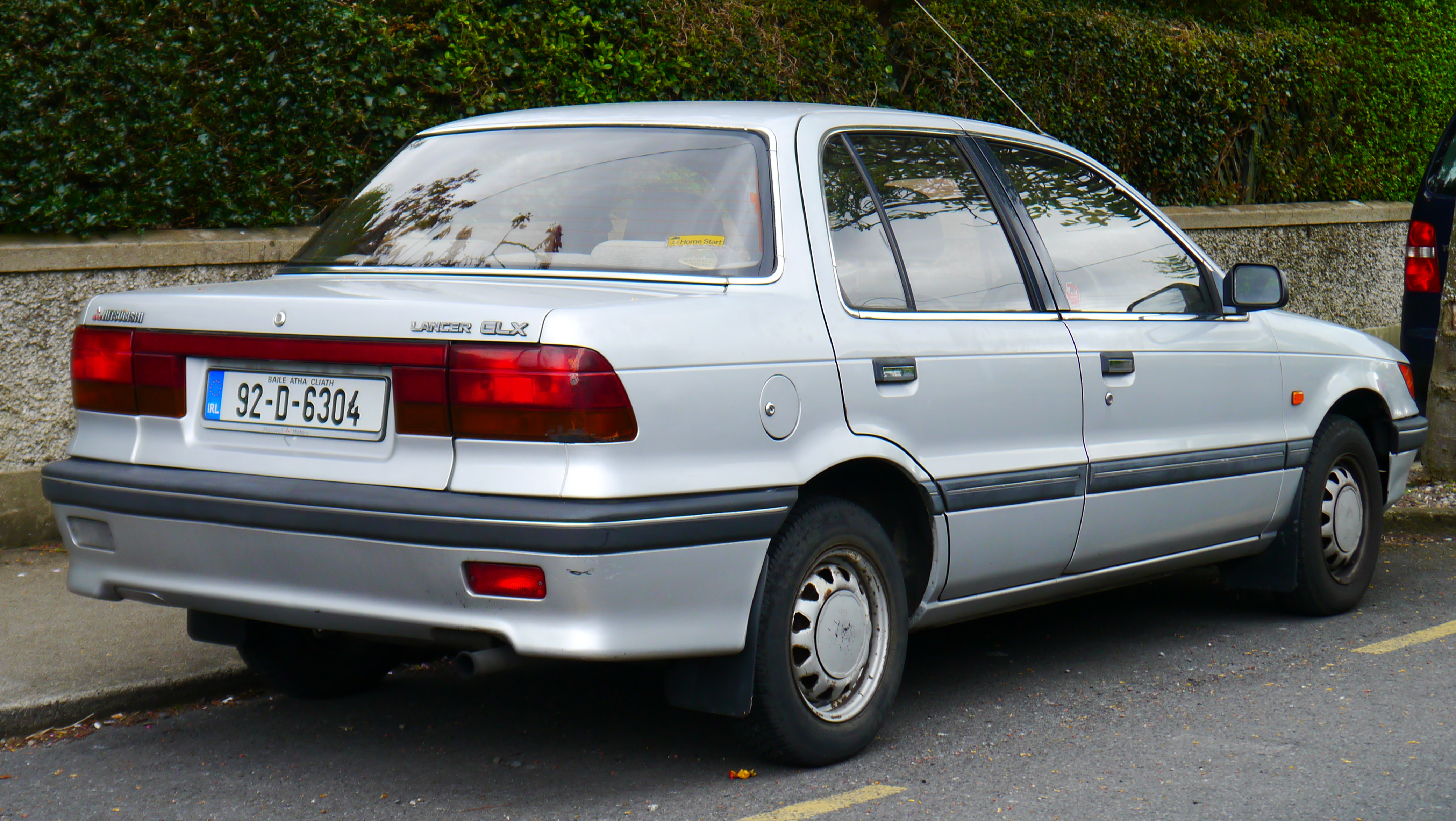
Mitsubishi Lancer (před faceliftem, sedan)

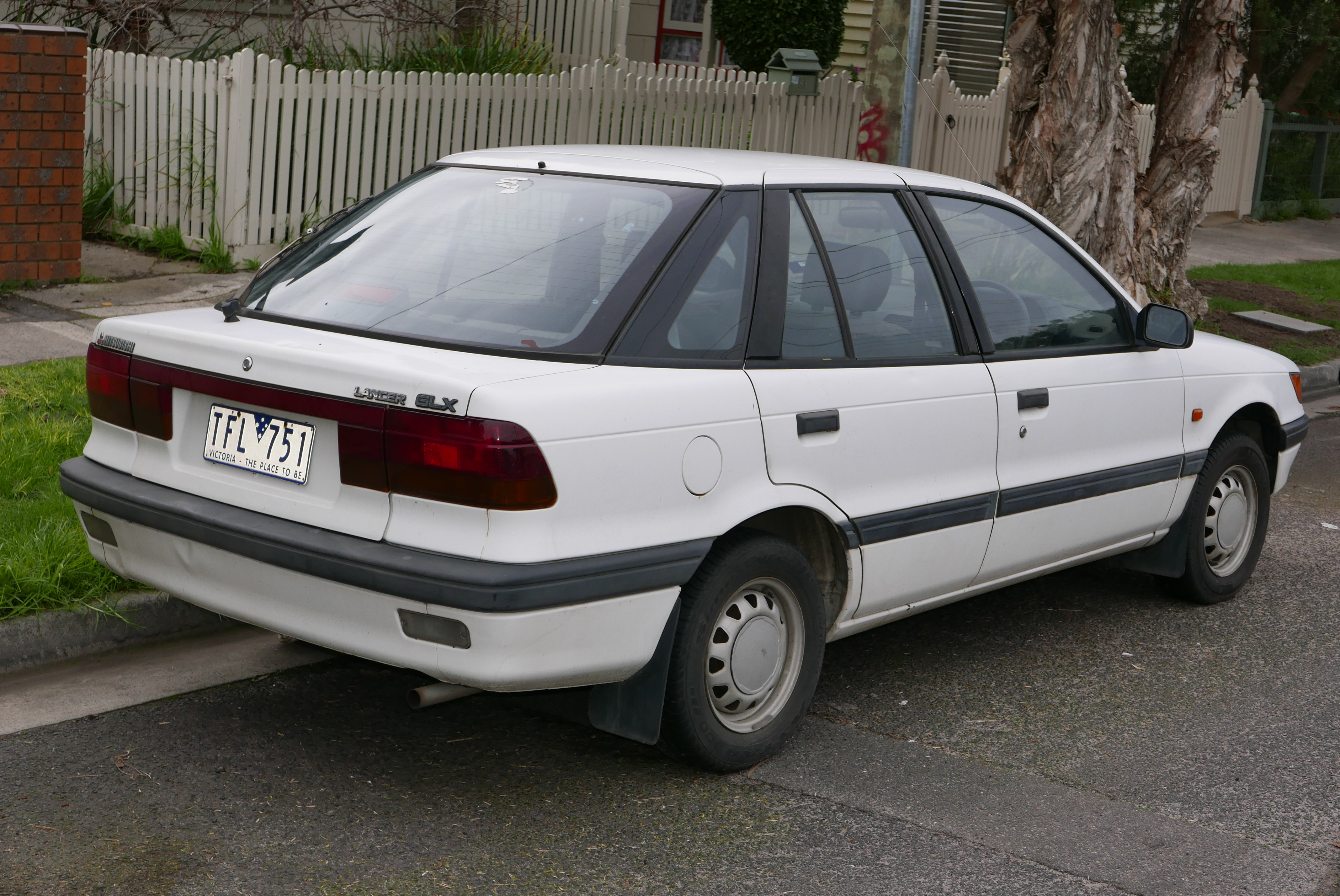
Mitsubishi Lancer (před faceliftem, liftback)

V říjnu 1987 představilo Mitsubishi v Japonsku zaoblenější Mirage třetí generace, který sloužil jako základ pro čtvrtou generaci modelu Lancer. Základní model, třídveřový hatchback se zkoseným víkem kufru a velkým prosklením, přišel na trh jako první a v Evropě se prodával pod názvem Colt. Sedan, uvedený v Japonsku v lednu 1988, byl stylisticky odlišný s téměř svislým zadním sklem, ovlivněný větším Galantem. V červnu 1988 byla řada doplněna pětidveřovým liftbackem, ale bez varianty kombi. Mitsubishi u kombi setrvalo u předchozí generace až do uvedení nového kombi na bázi modelu Mirage/Colt čtvrté, Lancer páté, generace. Stejně jako dříve se pojmenování modelů Mirage, Colt a Lancer na jednotlivých trzích lišilo, přičemž různé tvary karoserie měly na stejném trhu často různé názvy. V Japonsku byly k dispozici sedany s označením Mirage a Lancer, zatímco třídveřový hatchback se prodával pouze jako Mirage a liftback pouze jako Lancer. Japonské sedany Mirage obvykle nesly přídomek „Vie Saloon“.
K dispozici byly zážehové řadové čtyřválce Orion o objemu 1,3 a 1,5 litru a zážehový řadový čtyřválec Saturn o objemu 1,8 litru. Pouze pro Řecko byla v základních modelech k dispozici 1,2litrová verze motoru Orion o výkonu 48 kW (65 koní). 1,8litrový vznětový motor Sirius se převzal z předchozí generace. V Japonsku byly k dispozici také verze s pohonem všech kol, vybavené zážehovými motory 1,5l s karburátorem a 1,6 litru s vstřikováním paliva nebo vznětovým motorem 1,8 litru. Vrcholné Mirage/Lancery v Japonsku nesly označení „Cyborg“ a byly vybaveny motorem o objemu 1,6 litru s turbodmychadlem a výkonem 145 koní (107 kW) - stejným motorem, jakým byl vybaven model Lancer GSR, nejvýkonnější model v Evropě.

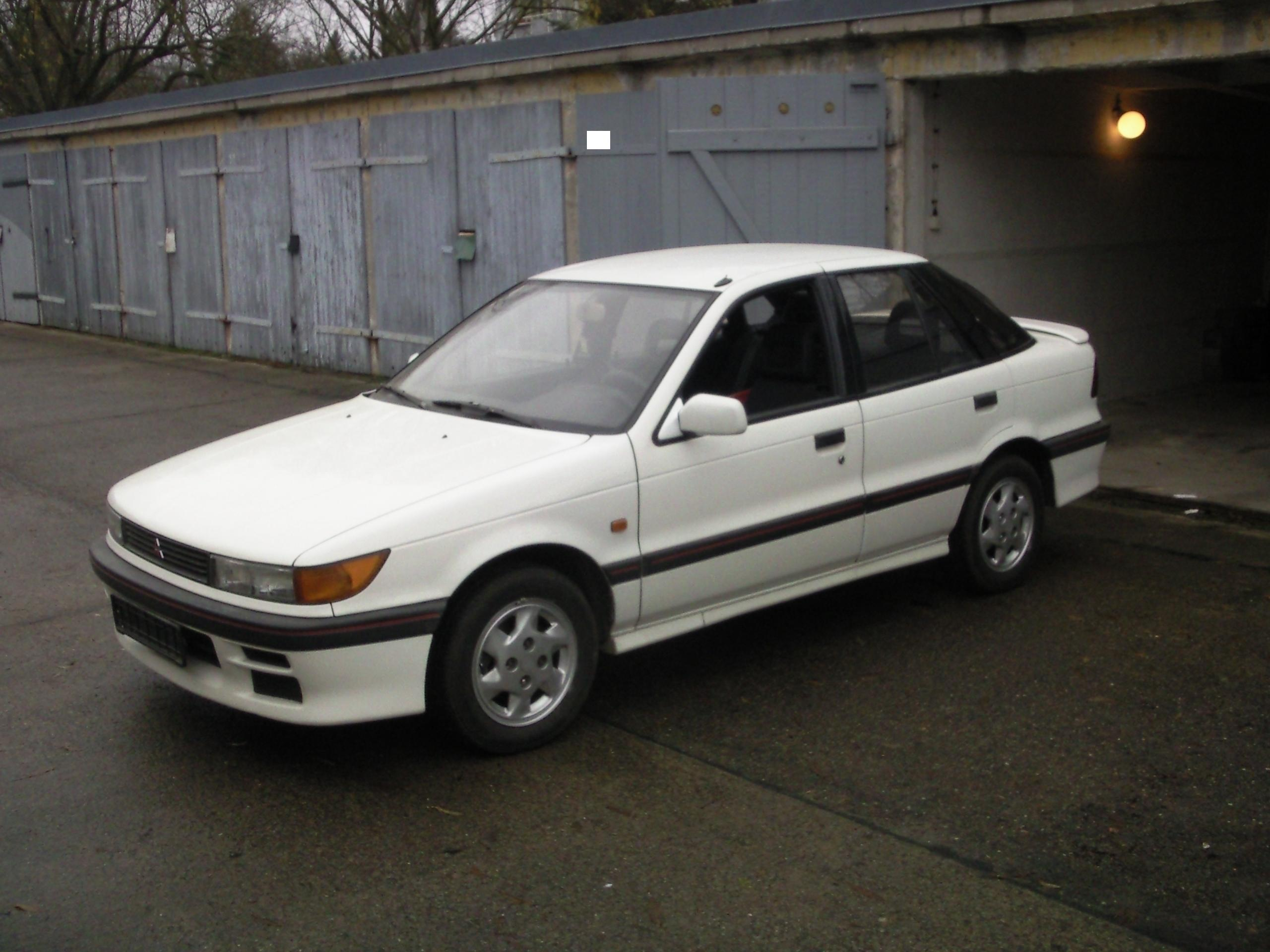
Mitsubishi Lancer GTi-16V (facelift)

Evropské verze byly k dispozici jako 1300 GL, 1500 GLX, 1600 GTi-16V a 1800 Diesel, přičemž třídveřová verze nesla označení Colt a sedan a liftback Lancer. V březnu 1990 byla šestnáctistovka GTi-16V s katalyzátorem o výkonu 124 koní (91 kW) nahrazena verzí o objemu 1,8 litru a výkonu 136 koní (100 kW). O několik měsíců později byla tato verze k dispozici také s nekatalyzovaným motorem pro ty evropské trhy, které se stále vyhýbaly emisním kontrolám. Od června 1992 byly modely vyšší řady vybaveny novými motory 1,6 a 1,8 l z rodiny motorů 4G9; v nabídce byla také verze dvanáctiventilového motoru 1,3l o výkonu 75 koní (55 kW). Další generace modelu Lancer neobsahovala pětidveřový liftback; protože se jednalo o oblíbený styl karoserie v Evropě, nabízelo Mitsubishi čtvrtou generaci Lancer v této karoserii až do poloviny roku 1994. V Austrálii se liftback prodával společně s pátou generací modelu Lancer od roku 1992 až do roku 1996.

Třetí generace prošla v září 1989 drobným faceliftem a pozdní modely dostaly stejné modernizované motory jako následující generace. Ve své nejsilnější variantě s turbodmychadlem dosahoval nový motor 4G61 výkonu 160 koní (118 kW) při 6000 ot/min.

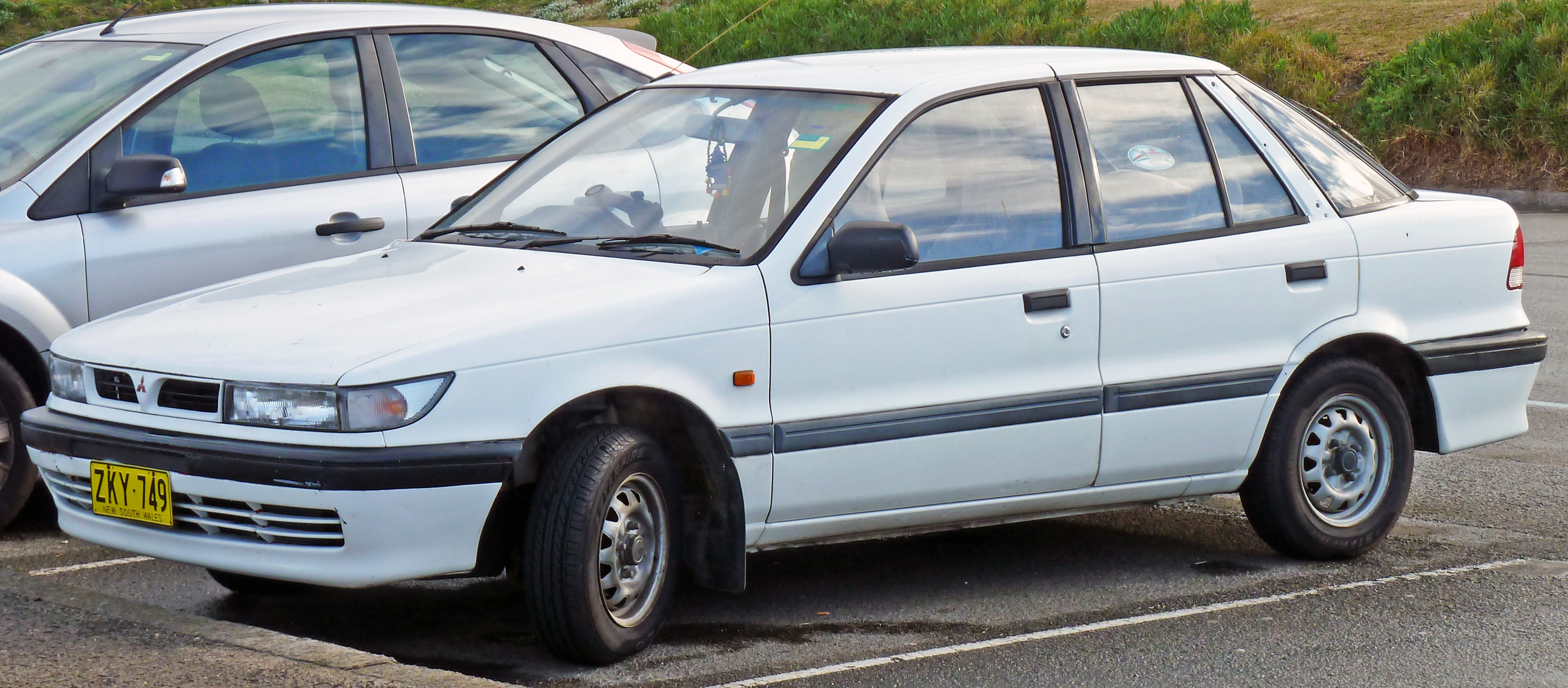
Mitsubishi Lancer (facelift, lifback)
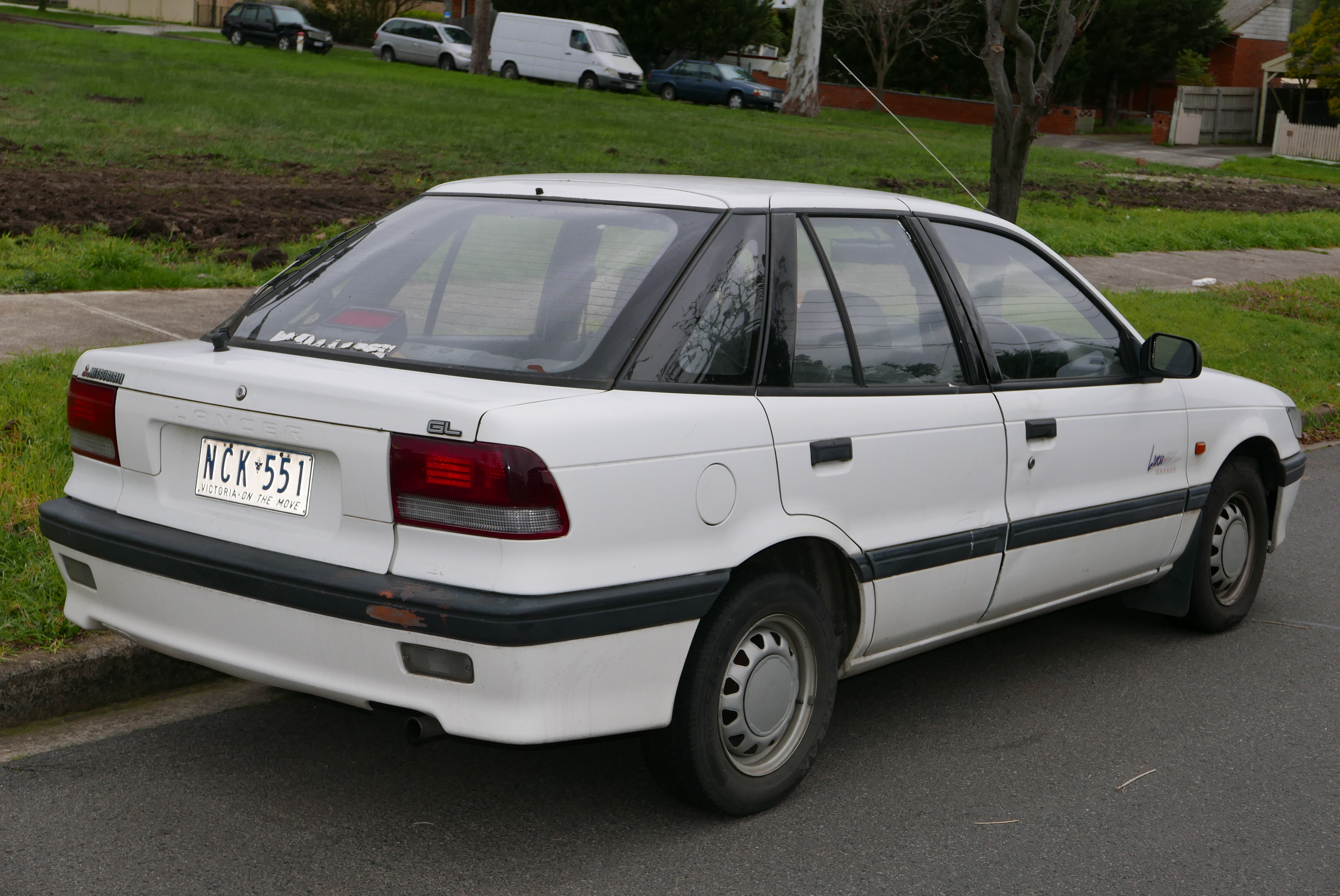
Mitsubishi Lancer (facelift, lifback)

## Pátá generace (1991)

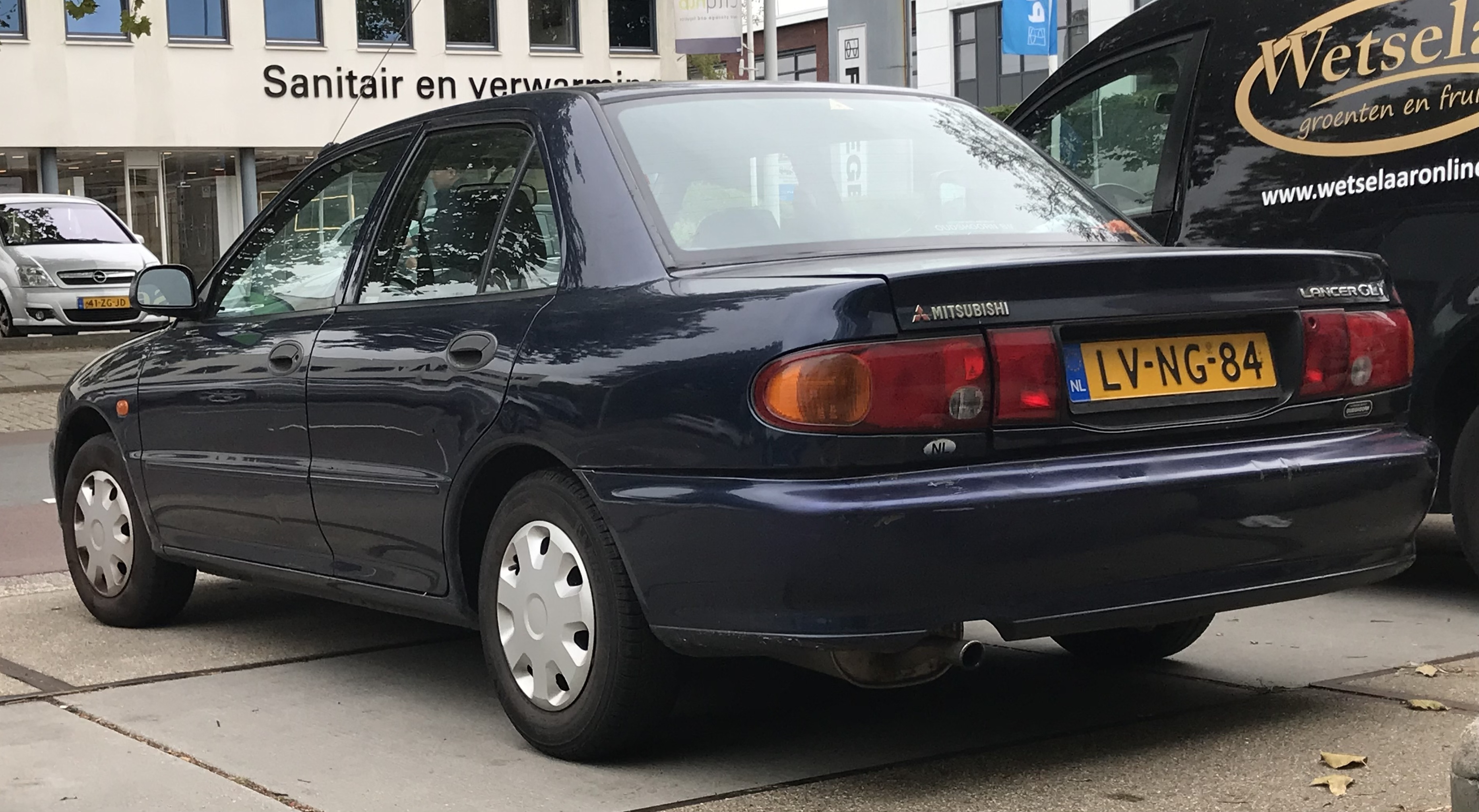
Mitsubishi Lancer (sedan)

V říjnu 1991 debutovala na japonském trhu pátá generace modelu Lancer spolu s příbuzným modelem Mirage. Na rozdíl od předchozí řady měl nová Lancer mnohem kulatější tvary karoserie, což byl trend většiny automobilového průmyslu počátku 90. let. Stejně jako dříve se řada Mirage/Lancer skládala z třídveřového hatchbacku (Mirage, na evropském trhu jako Colt) a sedanu, a taktéž nového typu karoserie kupé s přídomkem Asti. V květnu 1992 se pro pátou generaci vrátila taktéž karoserie kombi, která se prodávala jako Lancer Wagon na většině exportních trhů a jako Libero v Japonsku, kde existovala i verze s turbem pojmenovaní Libero GT. Kombi mělo mírně odlišný design, ze kterého se poté v roce 1993 stal facelift i pro sedan, který zahrnoval nové nárazníky a úpravy v nabídce motorů. Lancer Wagon se prodával na australském a novozélandském trhu až do roku 2003.
U páté generace modelu Lancer byla nabídka pohonných jednotek Mitsubishi široká. Nejčastější byl pohon předních kol, u některých modelů byl k dispozici i pohon všech kol. Nabídka motorů sahala od 1,3litrových až po 1,8litrové zážehové řadové čtyřválce, obsahovala 1,8litrové a 2,0litrové verze stejných motorů avšak s turbodmychadlem a také 1,8litrové a 2,0litrové diesely. Pozoruhodná byla také nabídka zážehové varianty motoru V6 o objemu pouhých 1,6 litru, což z něj činilo nejmenší sériově vyráběný motor V6.

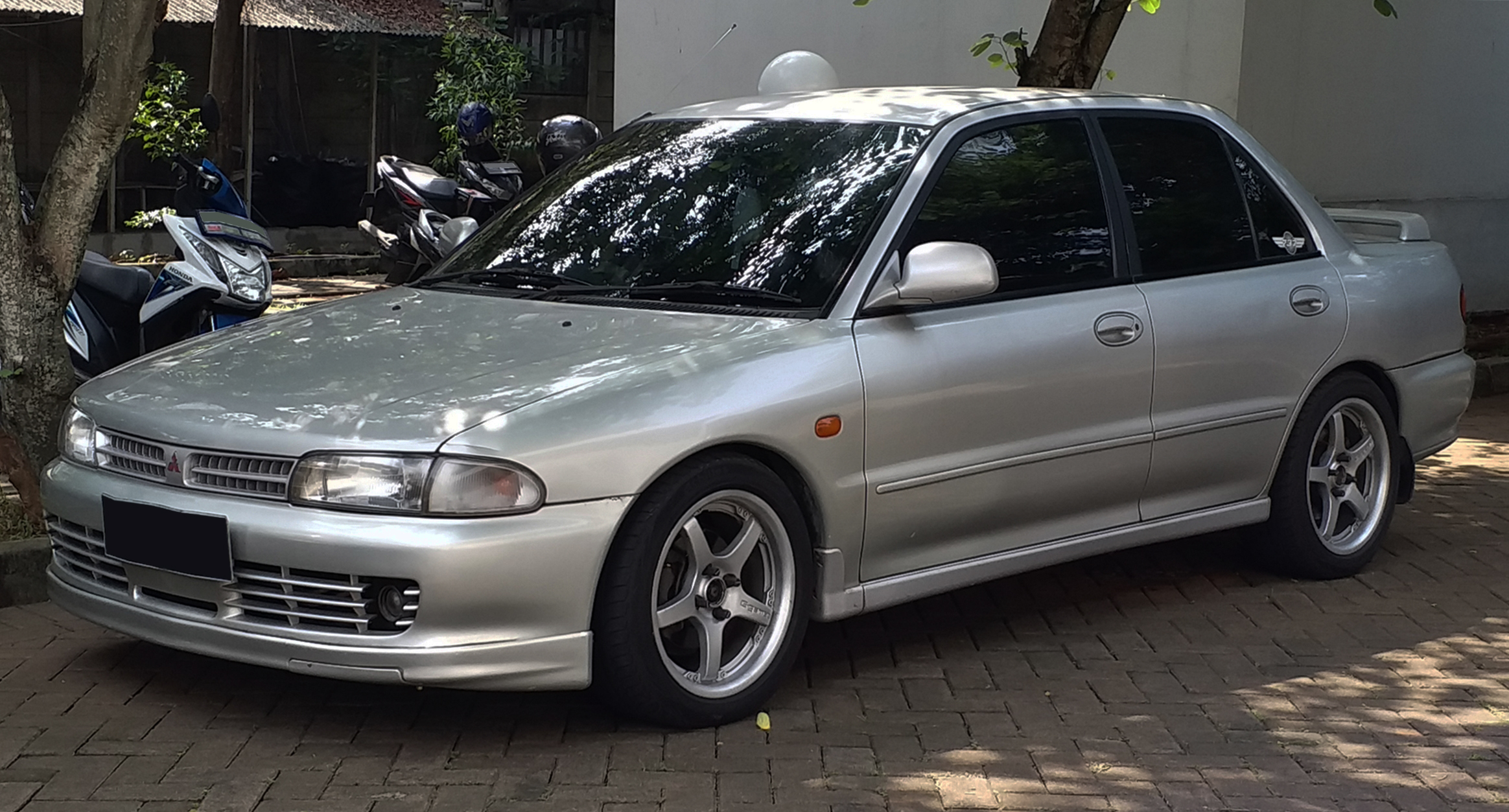
Mitsubishi Lancer GTi

V této generaci bylo nabízeno mnoho výkonných modelů. Základní model poháněný řadovým čtyřválcem DOHC o objemu 1,6 litru a výkonu 143-173 koní (107-129 kW) se v Japonsku prodával jako Lancer MR. Pro exportní modely byl vůz označován jako Lancer GTi, poháněný 1,8litrovým motorem DOHC o výkonu 138 koní (103 kW). Řadový čtyřválec o objemu 1,8 litru s turbodmychadlem a výkonem 192-202 koní (143-151 kW) se prodával jako Lancer GSR nebo Lancer RS a od září 1993 tvořil základ modelu Lancer Evolution I, který využíval motor 4G63 o objemu 2,0 litru z úspěšného rallye vozu Galant VR-4.

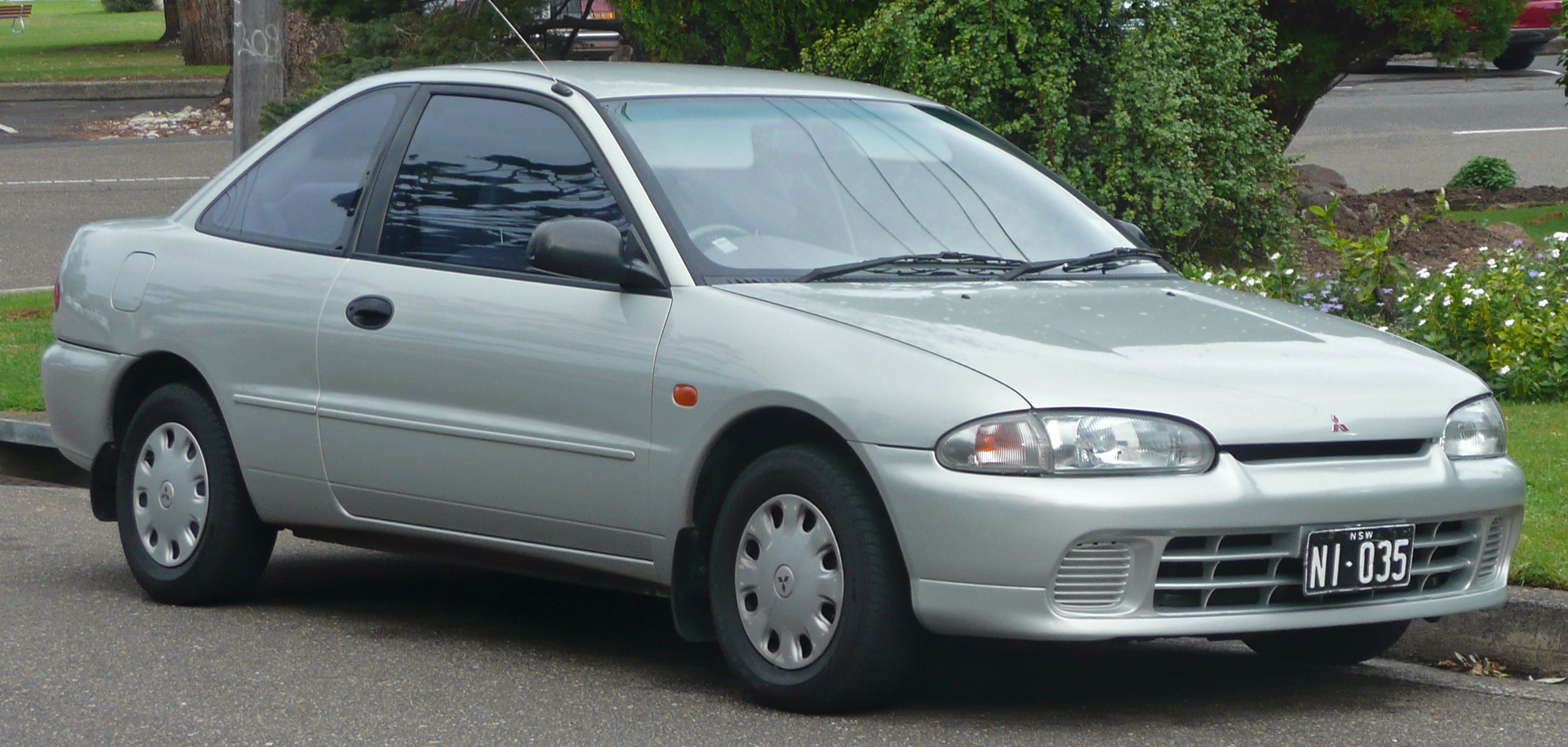
Mitsubishi Lancer (kupé)
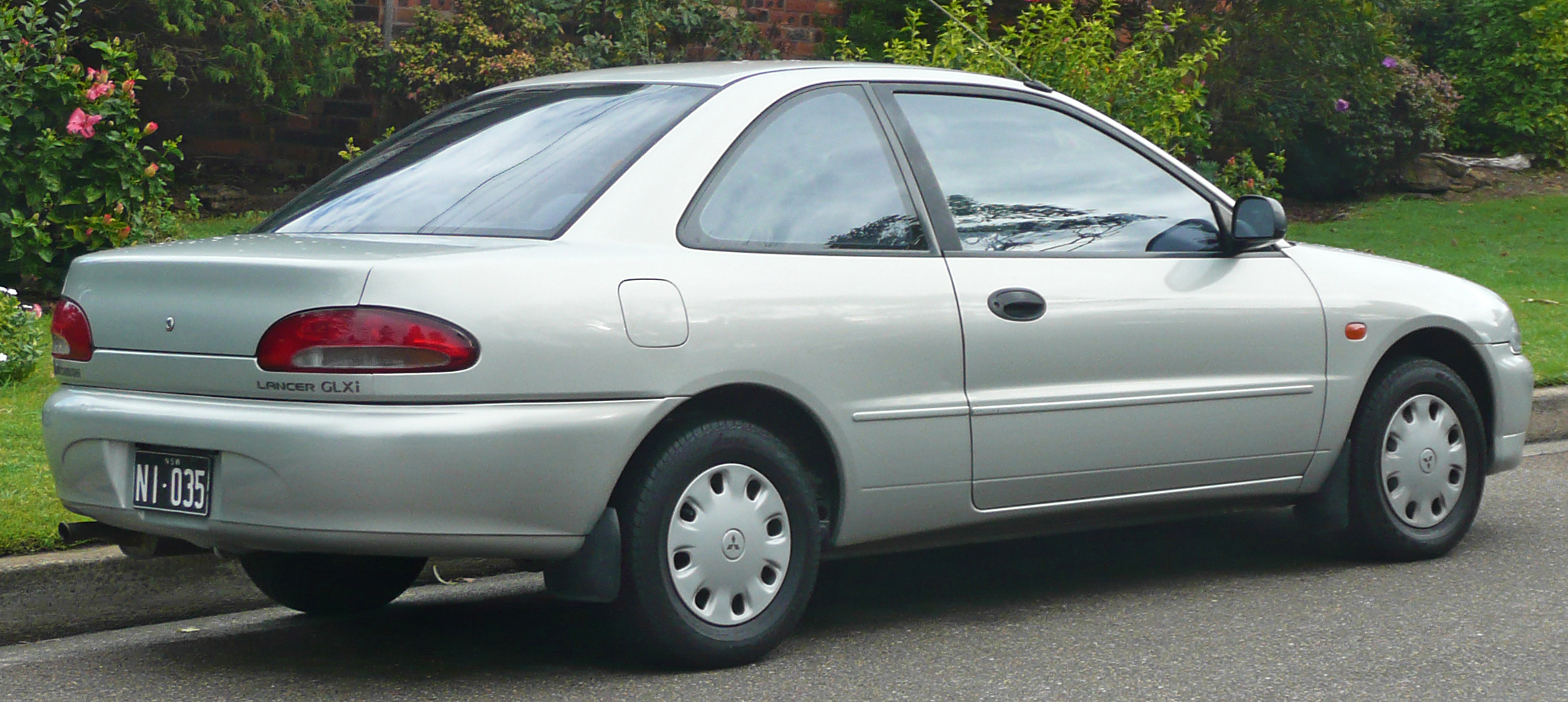
Mitsubishi Lancer (kupé)
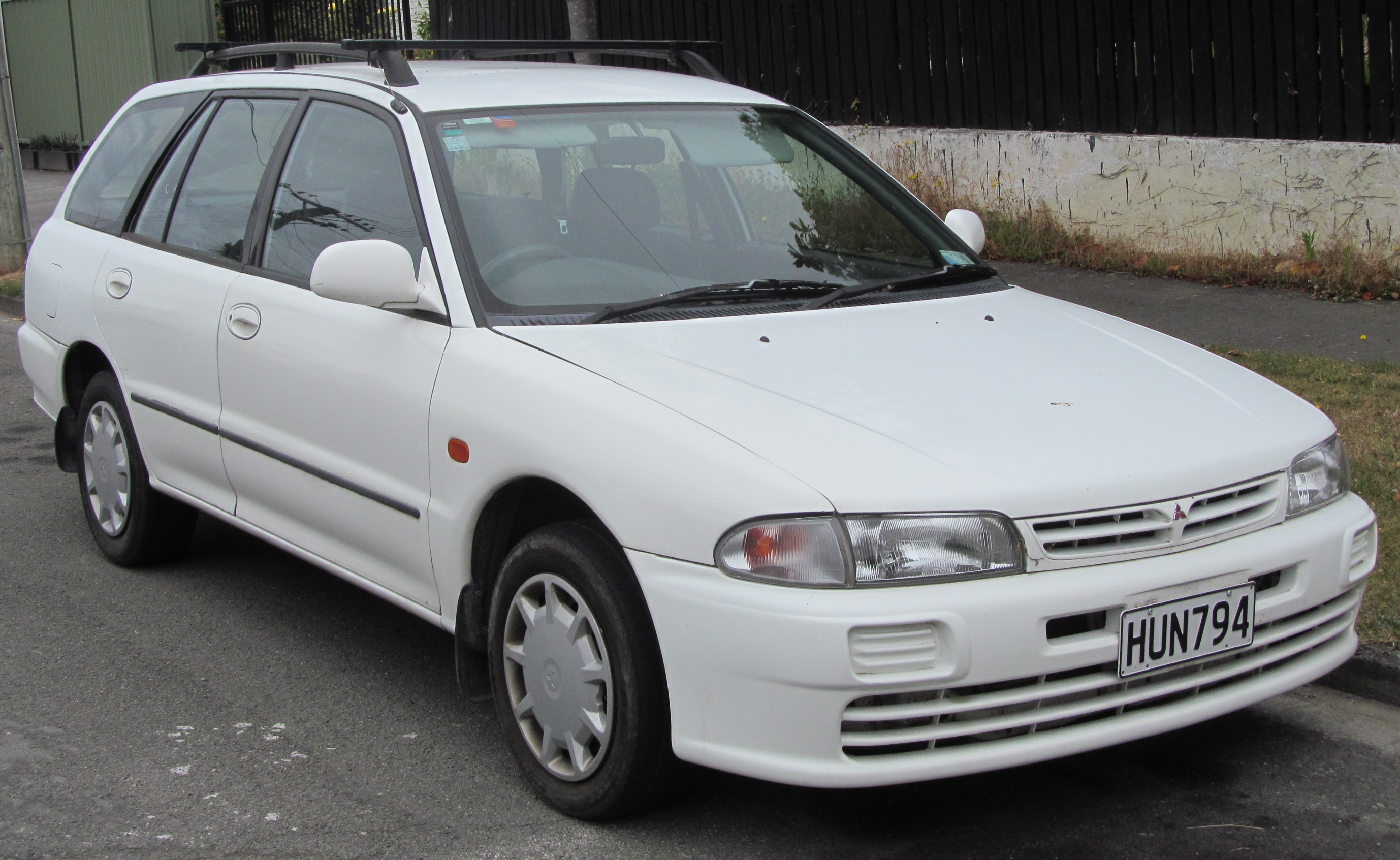
Mitsubishi Lancer (kombi)
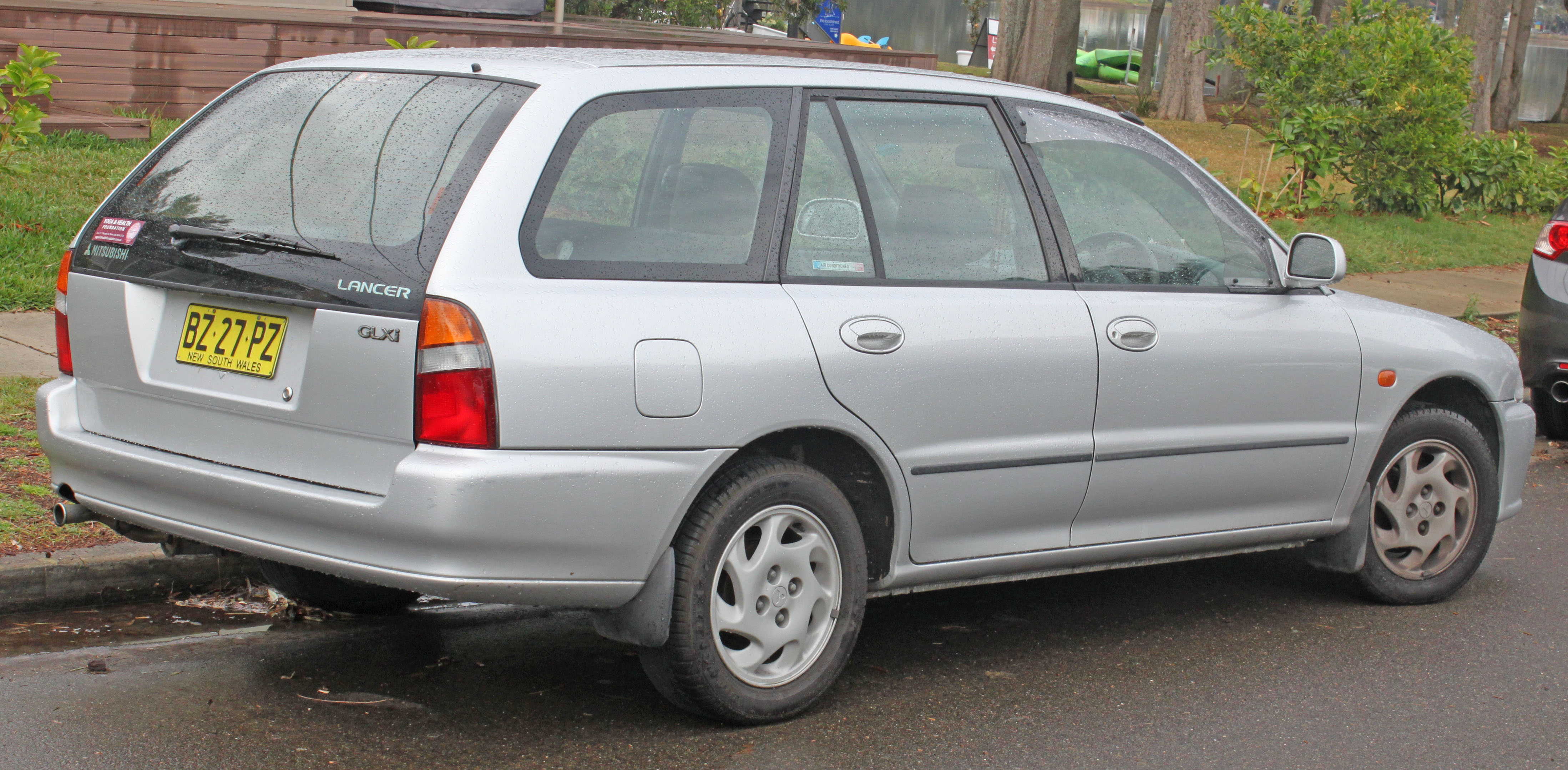
Mitsubishi Lancer (kombi)

## Šestá generace (1995)

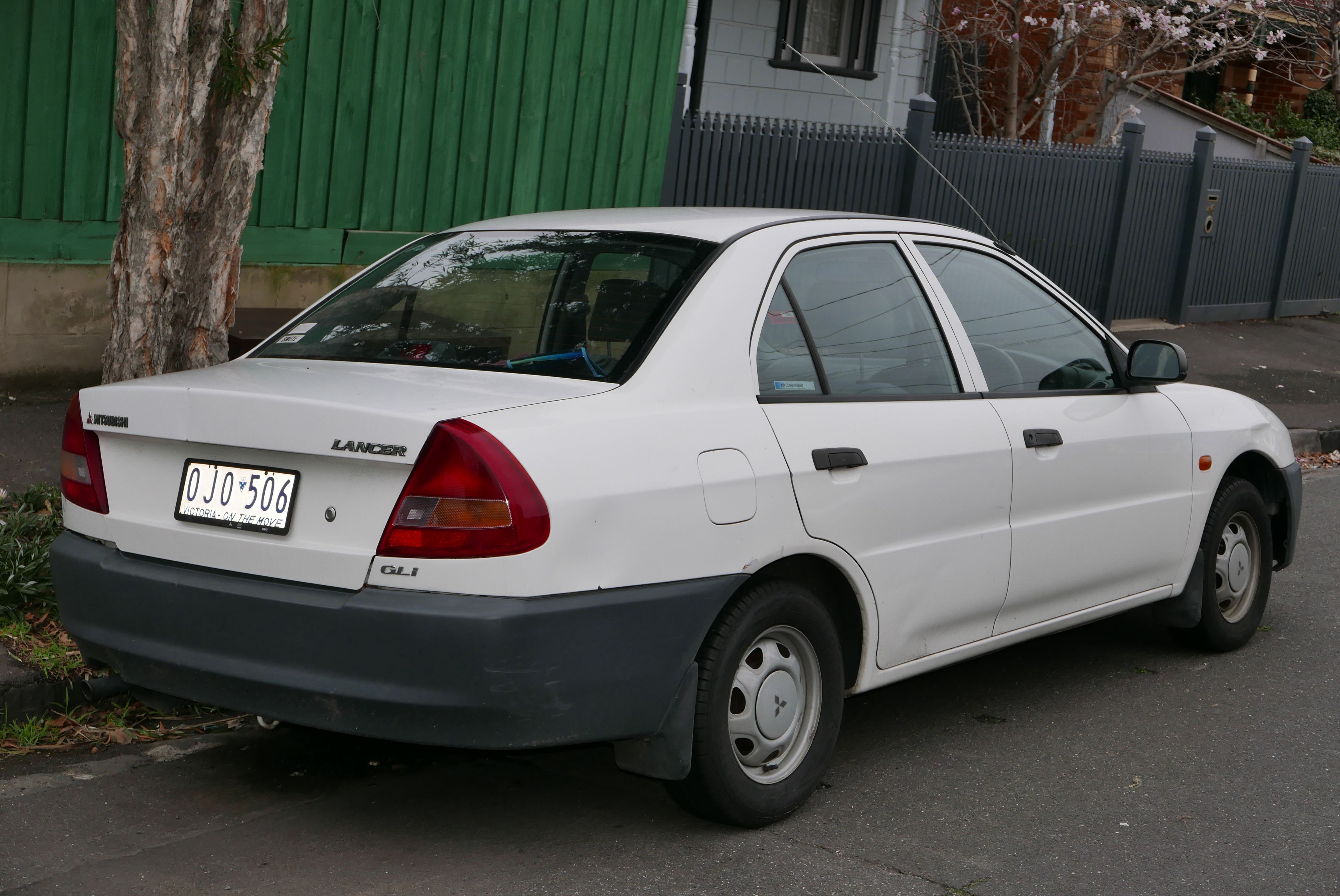
Mitsubishi Lancer (před faceliftem)

Uvedení šesté generace modelu Lancer a páté generace modelu Mirage na japonský trh v říjnu 1995 přineslo zeštíhlení modelové řady v důsledku ekonomické situace v Japonsku v období po finanční krizi během „ztracené dekády“. Na trh byly uvedeny tři typy karoserie: nejprve třídveřový hatchback (v Evropě Colt) a sedan, v prosinci 1995 pak dvoudveřové kupé Asti. Zatímco sedan se mírně zvětšil, kupé se mírně zmenšilo. Ve Spojených státech byl Lancer přesunut z třídy malých vozů do nižší střední třídy. Zatímco předchozí generace Mirage prodávané v Japonsku se vyznačovala mírně odlišným designem proti exportním Lancerům, šestá generace design sjednotila celosvětově. Kombi této generace nebylo nabízeno, ačkoli předchozí generace kombi pokračovala po celou dobu výroby šesté generace. V letech 1995 až 2004 byl na některých evropských trzích sedan Lancer nahrazen modelem Mitsubishi Carisma.
Vůz prošel v roce 1998 nárazovým testem Euro NCAP, ve kterém propadl a získal pouhou jednu hvězdičku z pěti.
V roce 1997 došlo k menšímu faceliftu. Lancer dostal novou mřížku chladiče a upravený design světlometů, aby se více odlišil od hatchbacku Mirage/Colt. Vůz dostal také přepracovaná zadní světla. V roce 2001 dostal na některých omezených trzích chromovanou ozdobnou masku mřížky chladiče.

Přestože v roce 2000 přišla nová, podstatně větší a dražší generace sedanu Lancer, na mnoha exportních trzích se šestá generace založená na menším Mirage prodávala až do roku 2003, kdy japonská výroba skončila a Mitsubishi celosvětově přestalo používat označení „Mirage“. Na některých trzích novější sedan často koexistoval se starým modelem jako prémiovější nabídka.

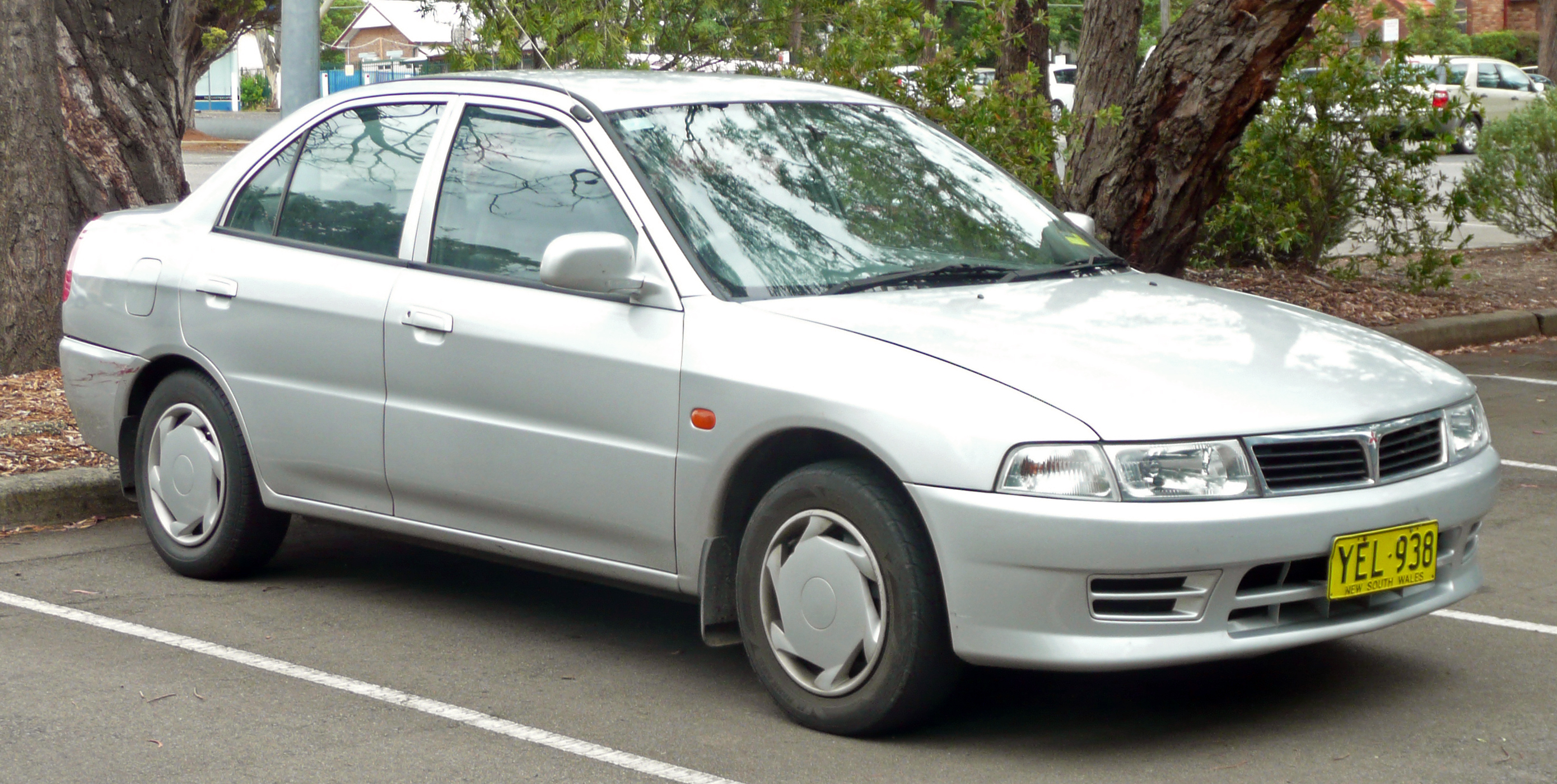
Mitsubishi Lancer (facelift)
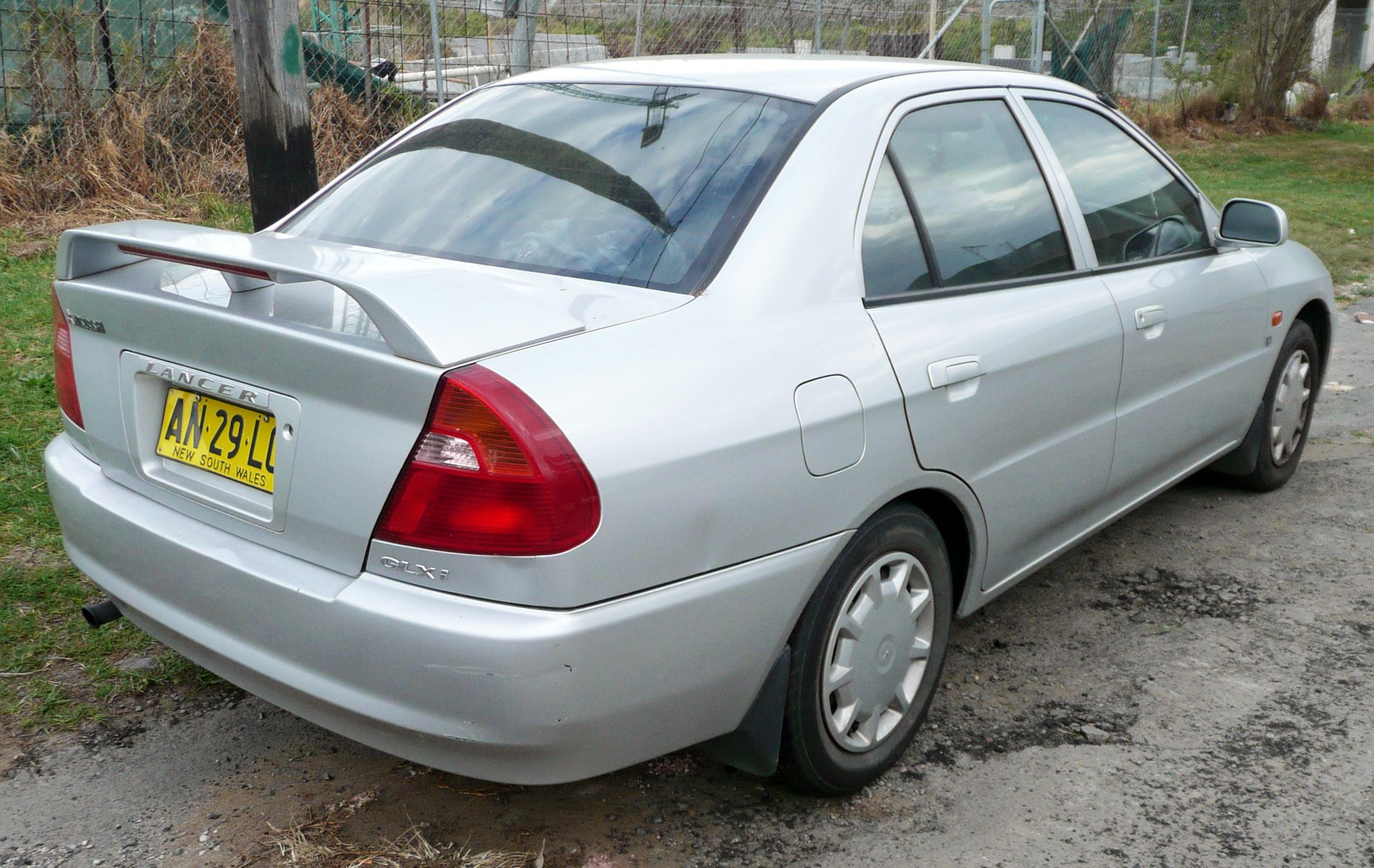
Mitsubishi Lancer (facelift)
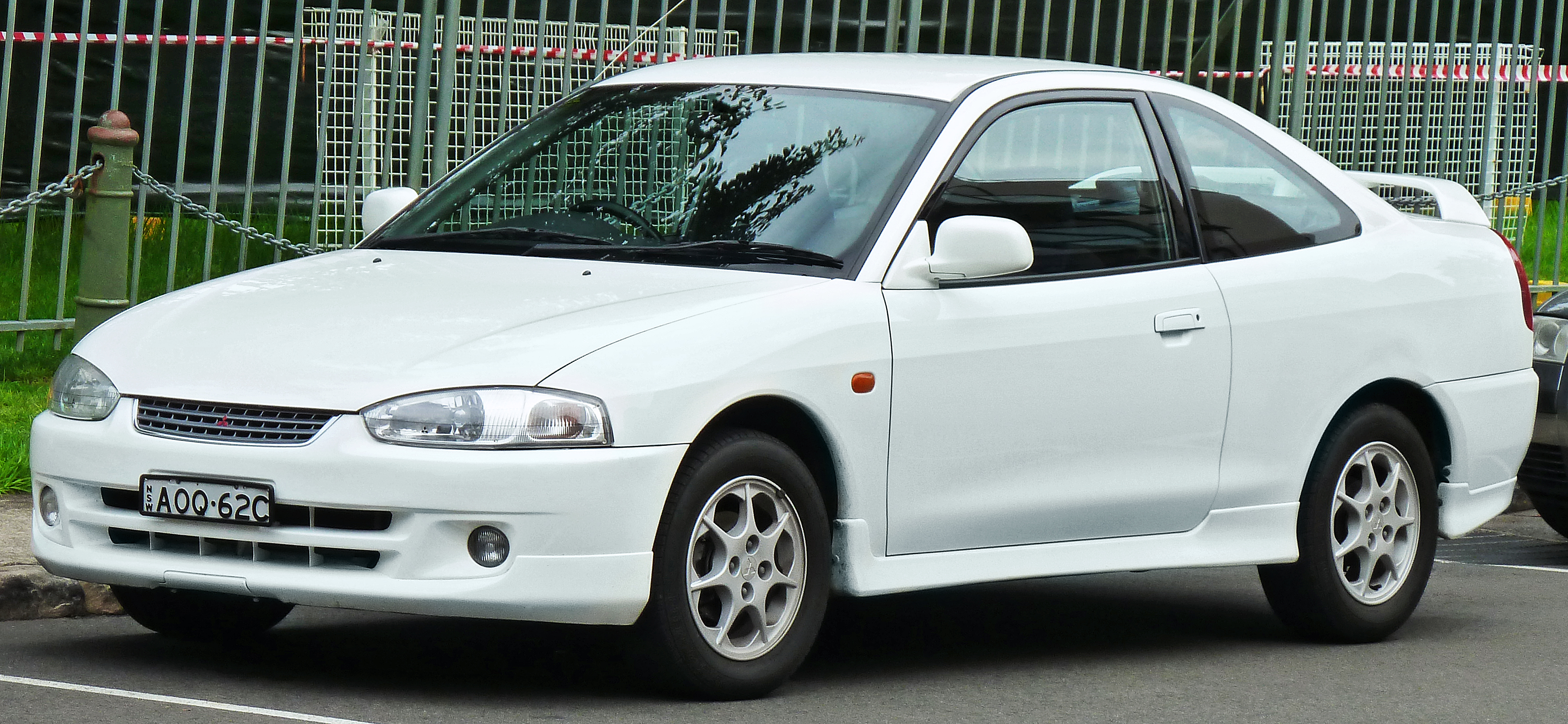
Mitsubishi Lancer (kupé, facelift)
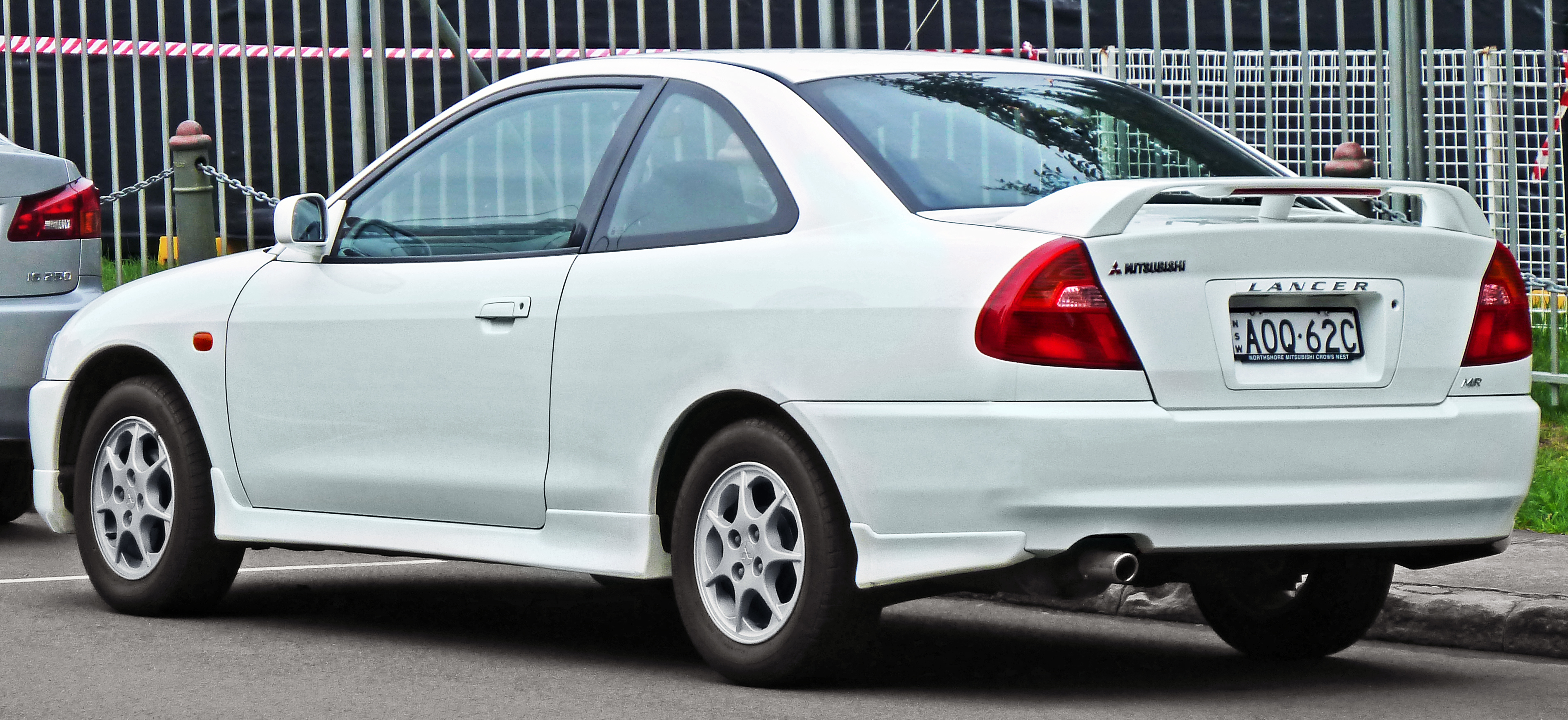
Mitsubishi Lancer (kupé, facelift)

## Sedmá generace (2000)

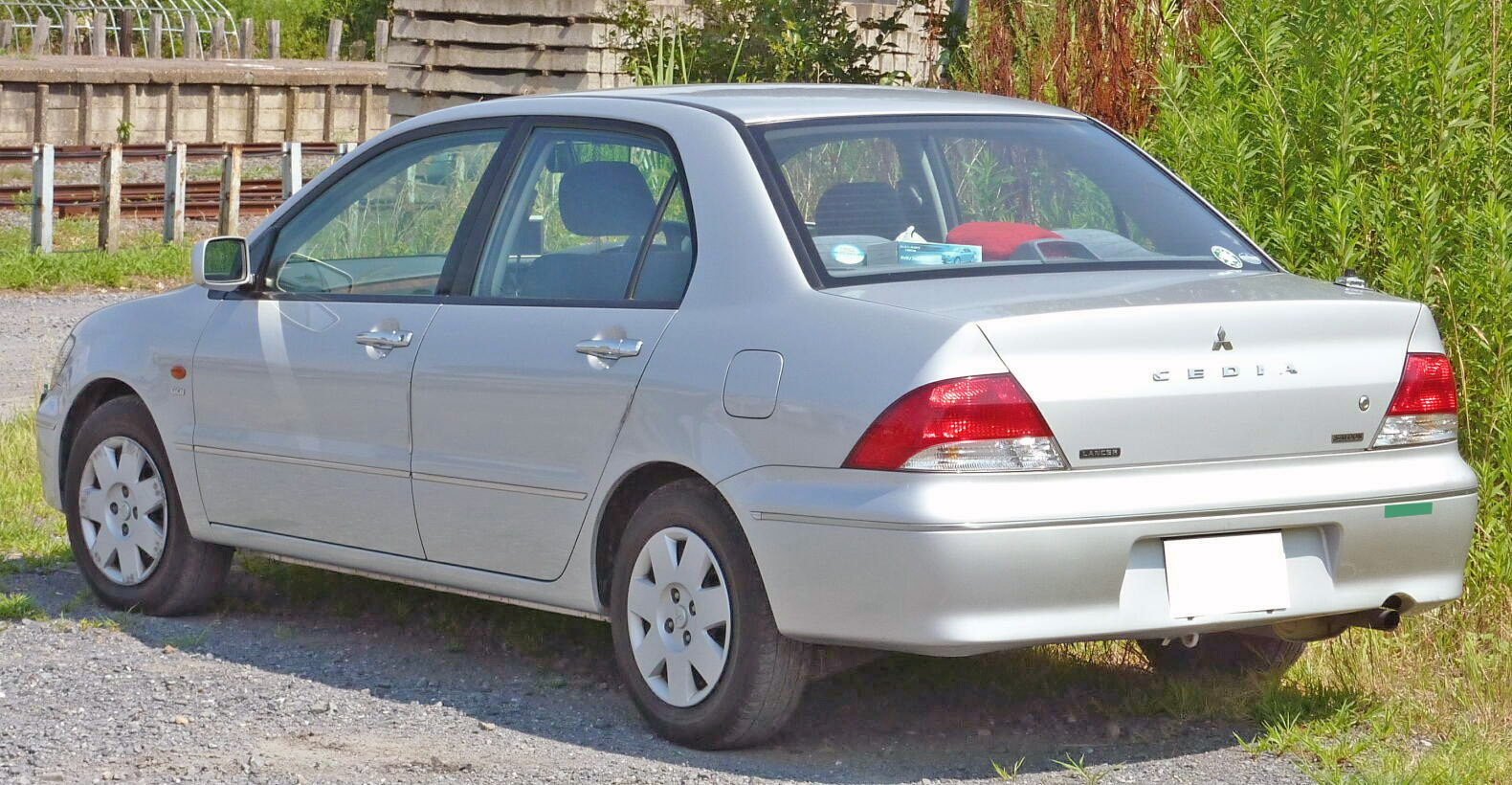
Mitsubishi Lancer (před faceliftem, japonská verze Cedia)

V květnu 2000 byla v Japonsku uvedena na trh sedmá generace Lancer s přídavkem Cedia (znamenající „CEntury DIAmond“), ačkoli na většině trhů se ještě nějakou dobu prodával předchozí Lancer na bázi Mirage z roku 1995. Nová generace byla k dispozici v karosériích sedan a kombi. V Evropě se Lancer v některých zemích nenabízel, protože se velikostí příliš blížil v Nizozemsku vyráběnému modelu Mitsubishi Carisma. Tato generace Lanceru se až do roku 2010 prodávala v Japonsku spolu s další generací Lancer z roku 2007, která se zde prodávala pod názvem „Galant Fortis“. V Japonsku byl Lancer Cedia nabízen s mnoha různými úrovněmi výbavy a motory, včetně některých možností, které se nikdy nevyvážely, jako například užitková varianta kombi. Existovala také sportovní verze kombi Sportswagon Ralliart, která byla poháněna motorem GDI o objemu 1,8 litru s turbodmychadlem.

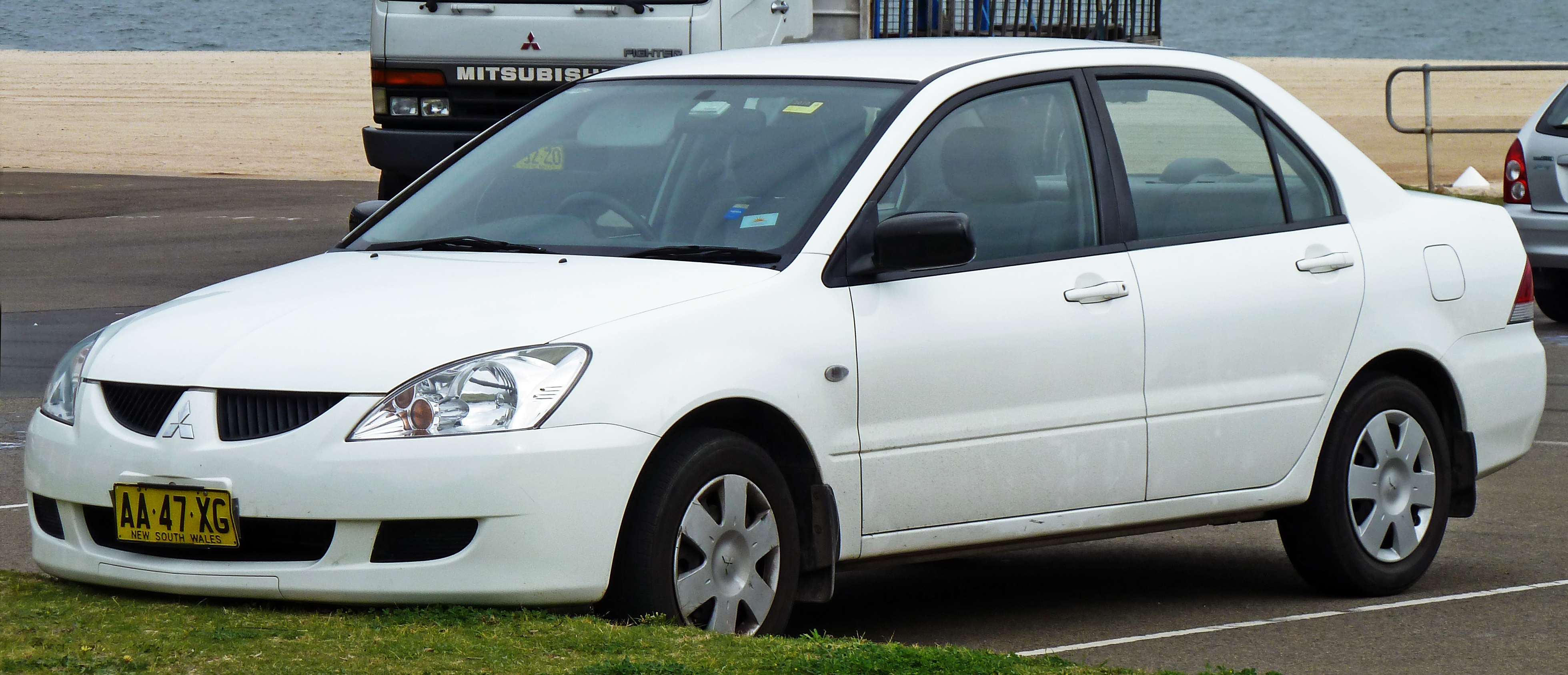
Mitsubishi Lancer (první facelift)

V únoru 2003, pro modelový rok 2004, se objevil výrazně faceliftovaný Lancer s přední částí, která ladila s vzhledem ostatních vozů Mitsubishi té doby, a také s faceliftovanou zadní částí, která se více odlišovala od Lanceru Evolution. Mřížka chladiče vozu pak byla znovu přepracována v roce 2005 pro modelový rok 2006.

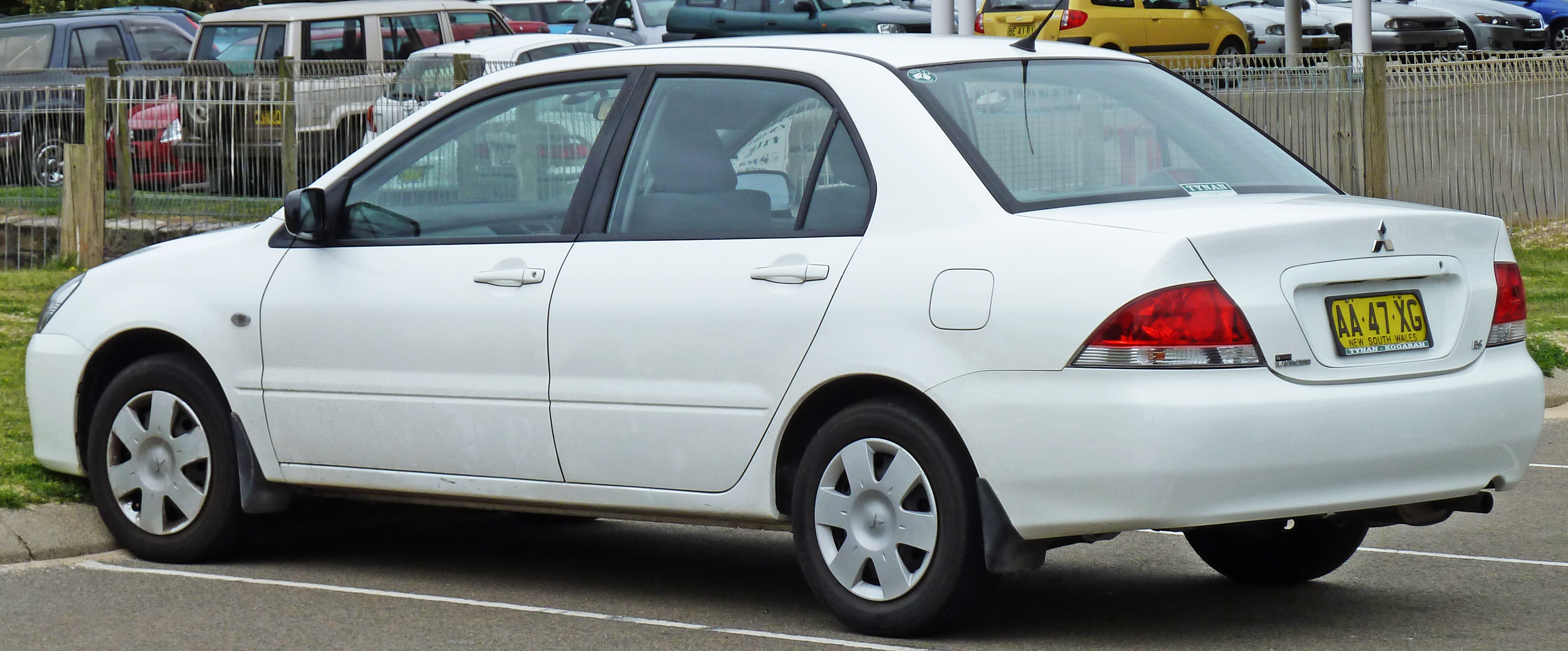
Mitsubishi Lancer (první facelift)

Na některých evropských trzích začal Lancer v roce 2004 nahrazovat model Carisma. Byl poháněn 1,3litrovým 16ventilovým motorem SOHC 4G13 o výkonu 82 koní (60 kW). Dalším motorem v nabídce byl 1,6litrový motor SOHC 4G18 s výkonem 98 koní (72 kW). K dispozici byl také 2,0litrový motor DOHC 4G63 s výkonem 135 koní (99 kW).
V Severní Americe byl Lancer představen v roce 2001 pro modelový rok 2002 jako přímá náhrada modelu Mirage. Ve Spojených státech nabízel Chrysler v různých etapách od 50. do 80. let 20. století nepříbuzný model Dodge Lancer. Když však společnost Daimler, která v té době vlastnila Chrysler, v letech 2000 až 2004 krátce ovládala Mitsubishi prostřednictvím aliance DaimlerChrysler-Mitsubishi, práva na název "Lancer" byla pro použití v Severní Americe postoupena společnosti Mitsubishi. Severoamerické Lancery byly poháněny 2,0litrovým motorem 4G94 o výkonu 120 koní (89 kW).

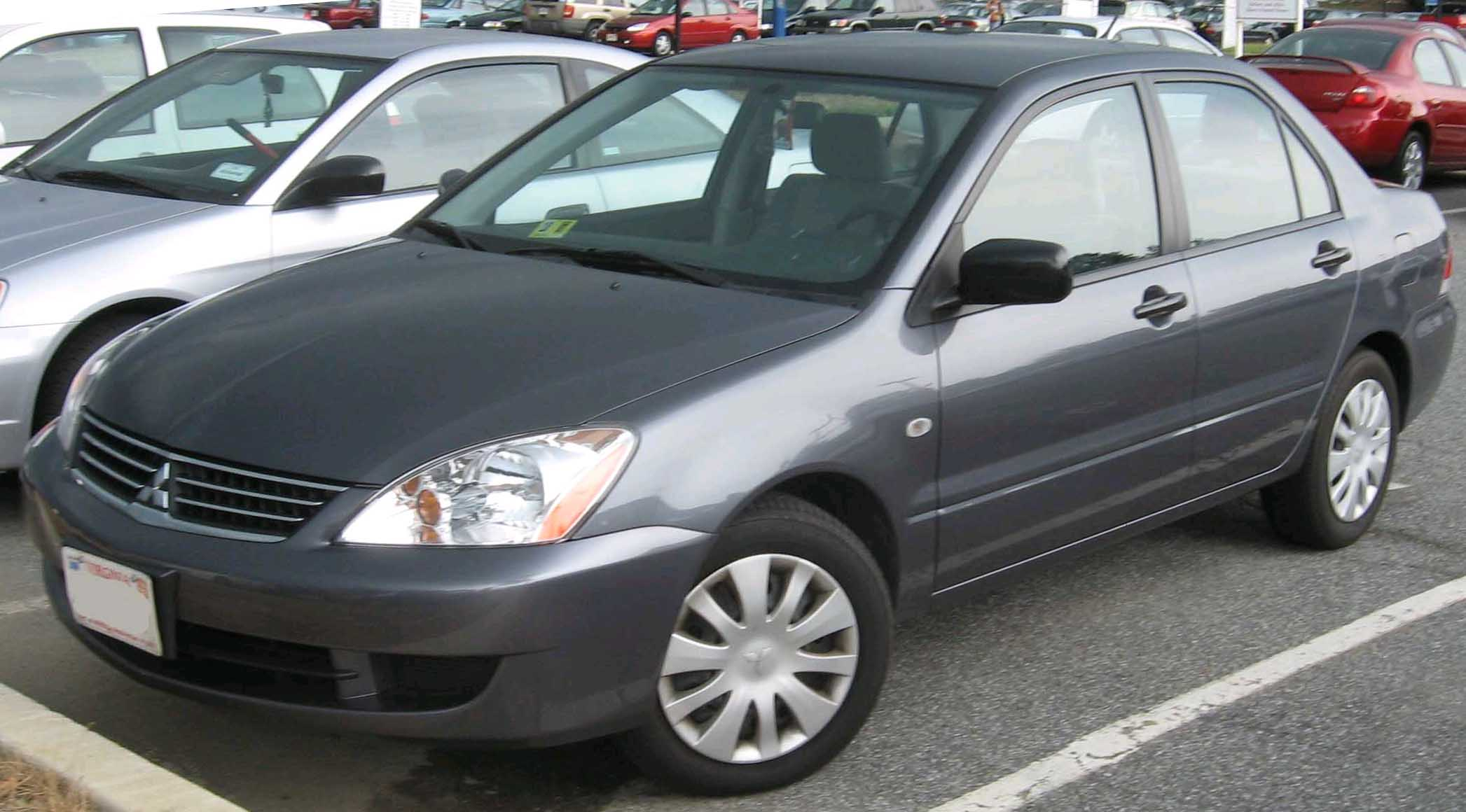
Mitsubishi Lancer (druhý facelift, USA, 2006)

Kromě faceliftu se v roce 2004 v Severní Americe objevily tři další modely řady Lancer - Lancer Ralliart, LS Sportback a Ralliart Sportback. Ralliart se řadí mezi základní modely a výkonný Evolution. Tyto vozy byly vybaveny 2,4litrovým motorem Mitsubishi 4G69 o výkonu 160 koní (119 kW) pro Sportback a 162 koní (121 kW) pro Ralliart. Zvýšení výkonu bylo pro verzi Ralliart způsobeno vyladěným tlumičem výfuku a vůz měl také tužší odpružení, které zlepšilo ovladatelnost. LS Sportback měl 15palcová ocelová nebo volitelná 15palcová litá kola. Ralliart měl 16palcová kola z lehkých slitin, přední závodní sedadla vypůjčená z japonského Lanceru Evolution GT-A, volitelné mlhové světlomety a aerodynamické sportovní prvky na exteriéru. LS Sportback a Ralliart Sportback byly vybaveny čtyřstupňovou automatickou převodovkou INVECS-II, zatímco Ralliart se dodával s pětistupňovou manuální převodovkou s možností volby čtyřstupňové automatické převodovky.
Pro modelový rok 2005 byla mřížka chladiče změněna tak, aby se více podobala severoamerickému modelu Galant. Pro modelový rok 2006 byla přední maska opět změněna z rozdělené masky na masku s otevřeným ventilačním otvorem poté, co Mitsubishi obdrželo stížnosti od amerického koncernu General Motors na podobnost vzhledu s vzhledem vozů Pontiac, značky GM, a aby se vzhled přiblížil k sportovnímu modelu Evolution.

Lancer Sportback kombi se ve Spojených státech přestal prodávat rok po svém uvedení na trh, ale v Kanadě se Mitsubishi Lancer kombi prodávalo ještě nějakou dobu.

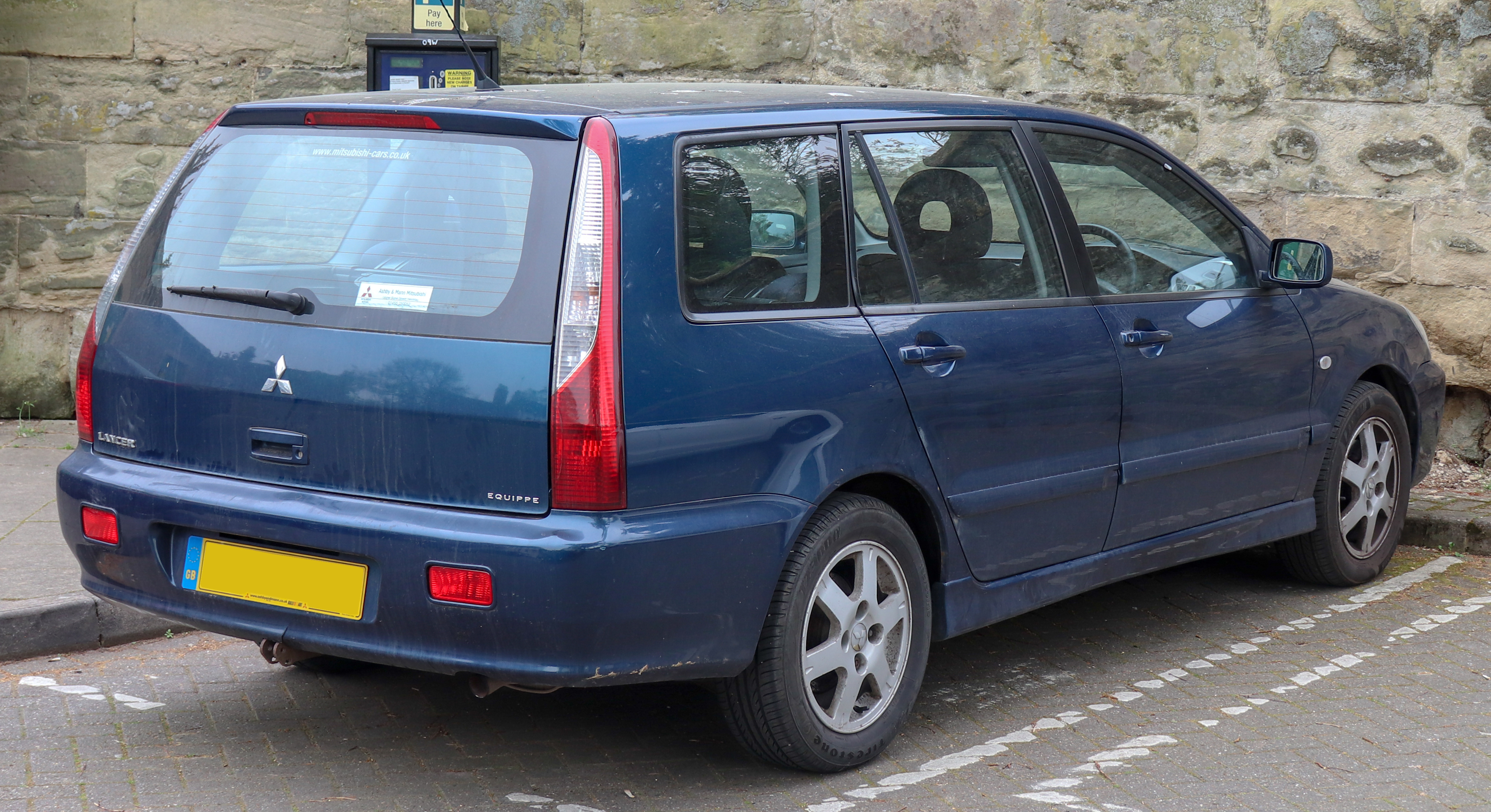
Mitsubishi Lancer (kombi, druhý facelift, 2006)
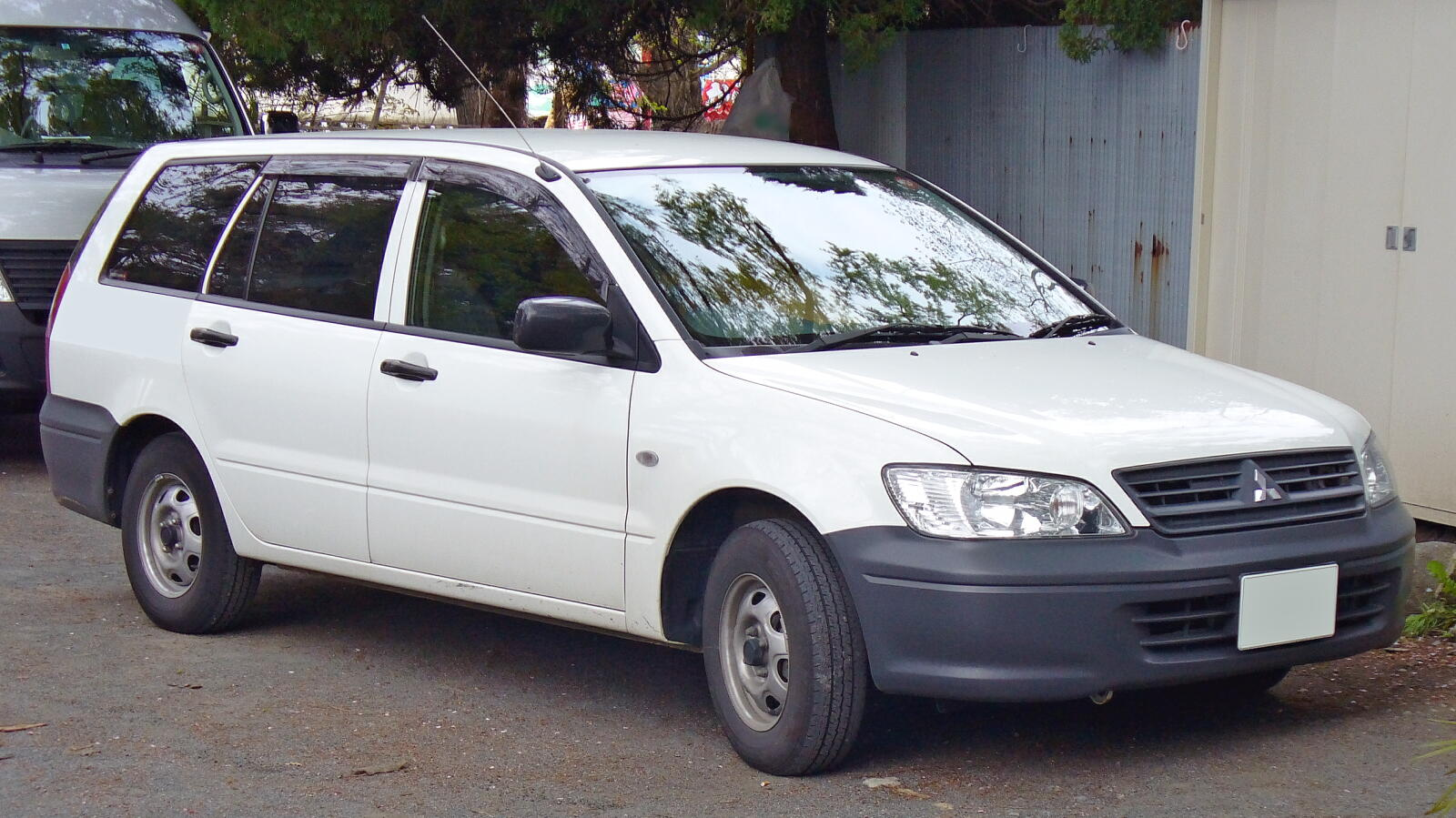
Mitsubishi Lancer Cargo (japonská užitková verze)
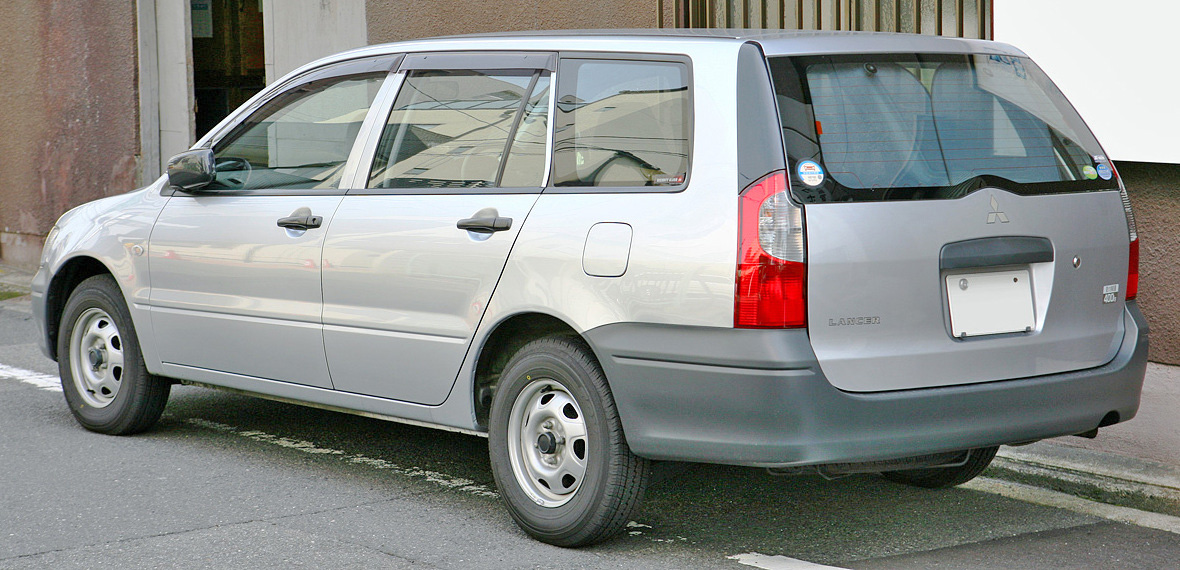
Mitsubishi Lancer Cargo (japonská užitková verze)

## Osmá generace (2007)
V roce 2005 odhalilo Mitsubishi na tokijském autosalonu koncept "Concept X" a na frankfurtském autosalonu koncept "Concept Sportback". Tyto dva koncepty byly předzvěstí nového modelu Lancer. Nový Lancer byl oficiálně odhalen v lednu 2007 na Severoamerickém autosalonu v Detroitu a na severoamerických trzích se začal prodávat v březnu 2007 jako model pro rok 2008. Lancer osmé generace byl k dispozici s karoserií pětidveřový hatchback (Sportback) nebo čtyřdveřový sedan.

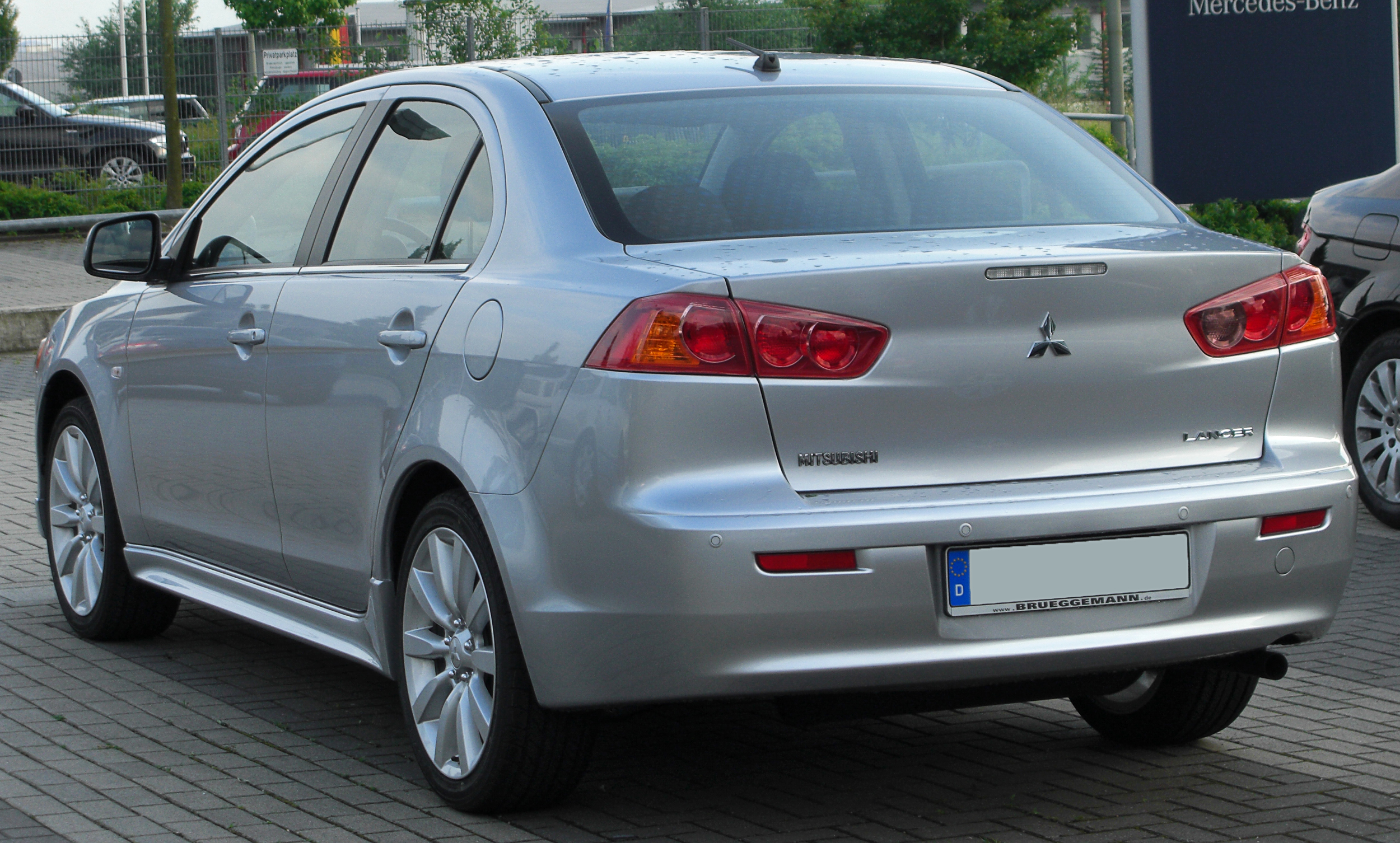
Mitsubishi Lancer (před faceliftem)

S výjimkou modelu Lancer Evolution X se Lancer na japonském domácím trhu prodával pod názvem Galant Fortis (latinsky silný, odvážný a rozhodný), protože v té době se zde ještě zároveň prodávala sedmá generace modelu Lancer. Prodával se ve třech stupních výbavy: Exceed, Super Exceed a Sport.
Motory v Evropě byly zážehové o objemu 1,5, 1,6 a 1,8 litru. Od roku 2007 do září 2010 byl k dispozici také model se vznětovým motorem PD-TDI o objemu 2,0 litru a výkonu 103 kW (138 koní), který pocházel z koncernu Volkswagen. Od září 2010 byl k dispozici vznětový motor 4N1 o objemu 1,8 litru, který si Mitsubishi vyrobilo samo. Tento motor má hliníkový blok válců, čtyři ventily na válec a systém vstřikování common rail s turbodmychadlem s variabilní geometrií lopatek a proměnným časováním ventilů. Dosahuje výkonu 85 kW (114 koní). K dispozici byla také zážehová verze Ralliart, odladěná verze sportovního modelu Lancer Evolution.

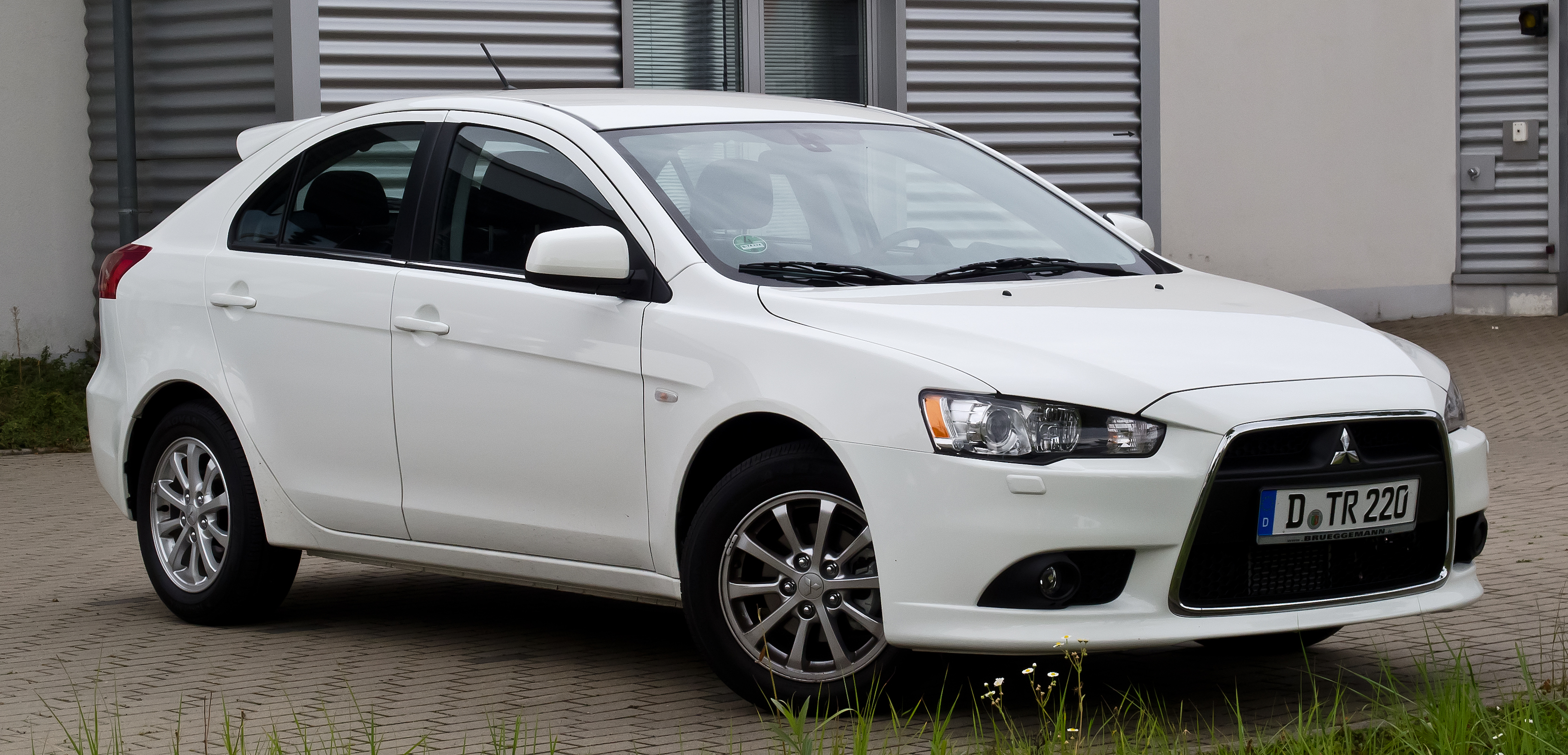
Mitsubishi Lancer (Sportback)

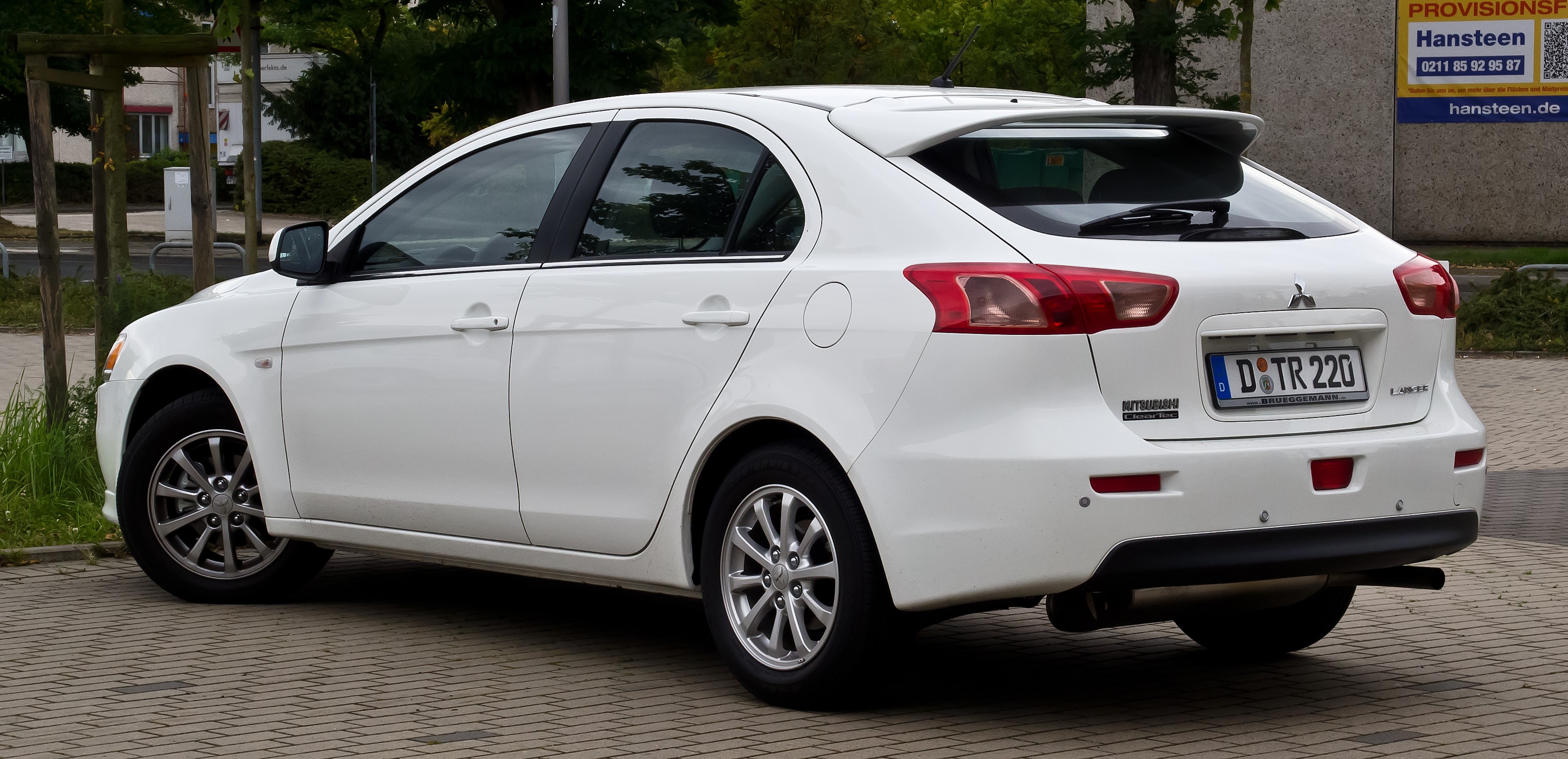
Mitsubishi Lancer (Sportback)

Ve Spojených státech byl Lancer zpočátku k dispozici ve výbavových stupních DE, ES a GTS. Modely DE, ES a GTS jsou poháněny motorem 4B11 s rozvodem DOHC o objemu 2,0 litru a výkonu 152 koní (113 kW), s výjimkou kalifornských modelů, které byly kvůli splnění předpisů odladěny na 143 koní (107 kW). V Kanadě byla do modelové řady Lancer zařazena čtvrtá výbava SE. Výbava SE je křížencem výbav ES a GTS. Mezi prvky, které výbava SE neobsahuje a které se nacházejí ve výbavě GTS, patří automatická klimatizace, karbonové ozdobné prvky v interiéru, kůží potažený volant a hlavice řadicí páky a 18palcová kola. Pro americké trhy byla od modelového roku 2009 uvedena výbava ES Sport podobná výbavě SE pro kanadský trh. Zvenčí se ES Sport vzhledově podobá výbavě GTS - má boční prahy, zadní spoiler a ostatní sportovní prvky. ES Sport rovněž používá motor o objemu 2,0 litru. V roce 2009 obdržela výbava GTS motor 4B12 o objemu 2,4 litru s výkonem 168 koní (125 kW). Pro rok 2012 byla přidána nová úroveň výbavy SE. Výbava SE je vybavena motorem 4B12 o objemu 2,4 litru a systémem pohonu všech kol. Pro rok 2013 byla přidána další úroveň výbavy s názvem GT. Vychází z výbavového stupně SE s pohonem všech kol a nabízí sportovnější odpružení, bohatší výbavu a dostupnou manuální převodovku.
Vůz prošel v roce 2009 ve variantě Sportback nárazovým testem Euro NCAP, ve kterém získal plných pět hvězdiček.

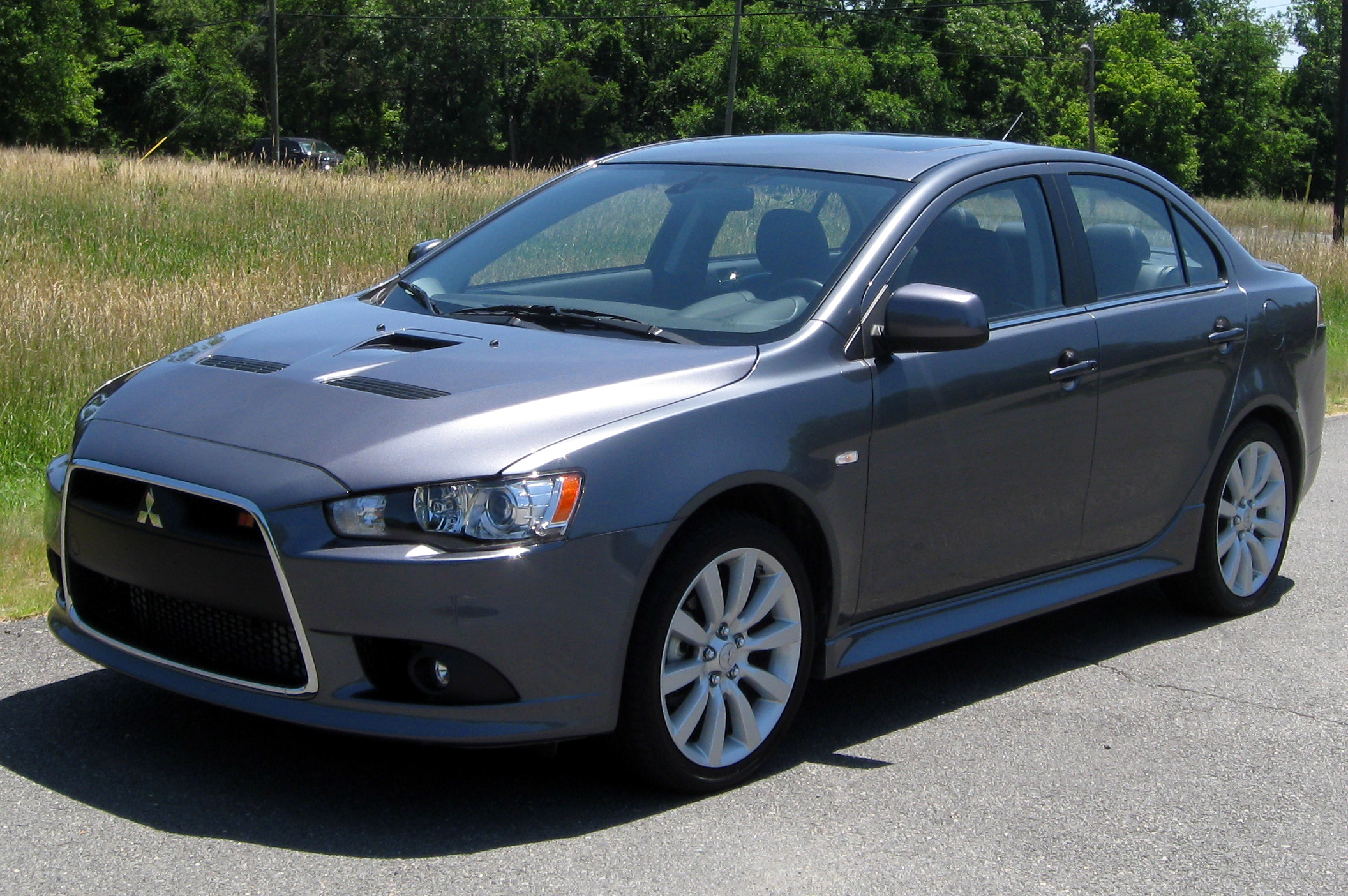
Mitsubishi Lancer Ralliart (facelift)

Výkonný viceprezident a generální ředitel Mitsubishi Motors North America Don Swearingen v lednu 2017 potvrdil, že Mitsubishi v srpnu 2017 ukončí výrobu modelu Lancer bez nástupce. Mitsubishi se dále plánovalo zaměřit především na crossovery a SUV.

## Devátá generace (2017, Čína a Tchaj-wan)

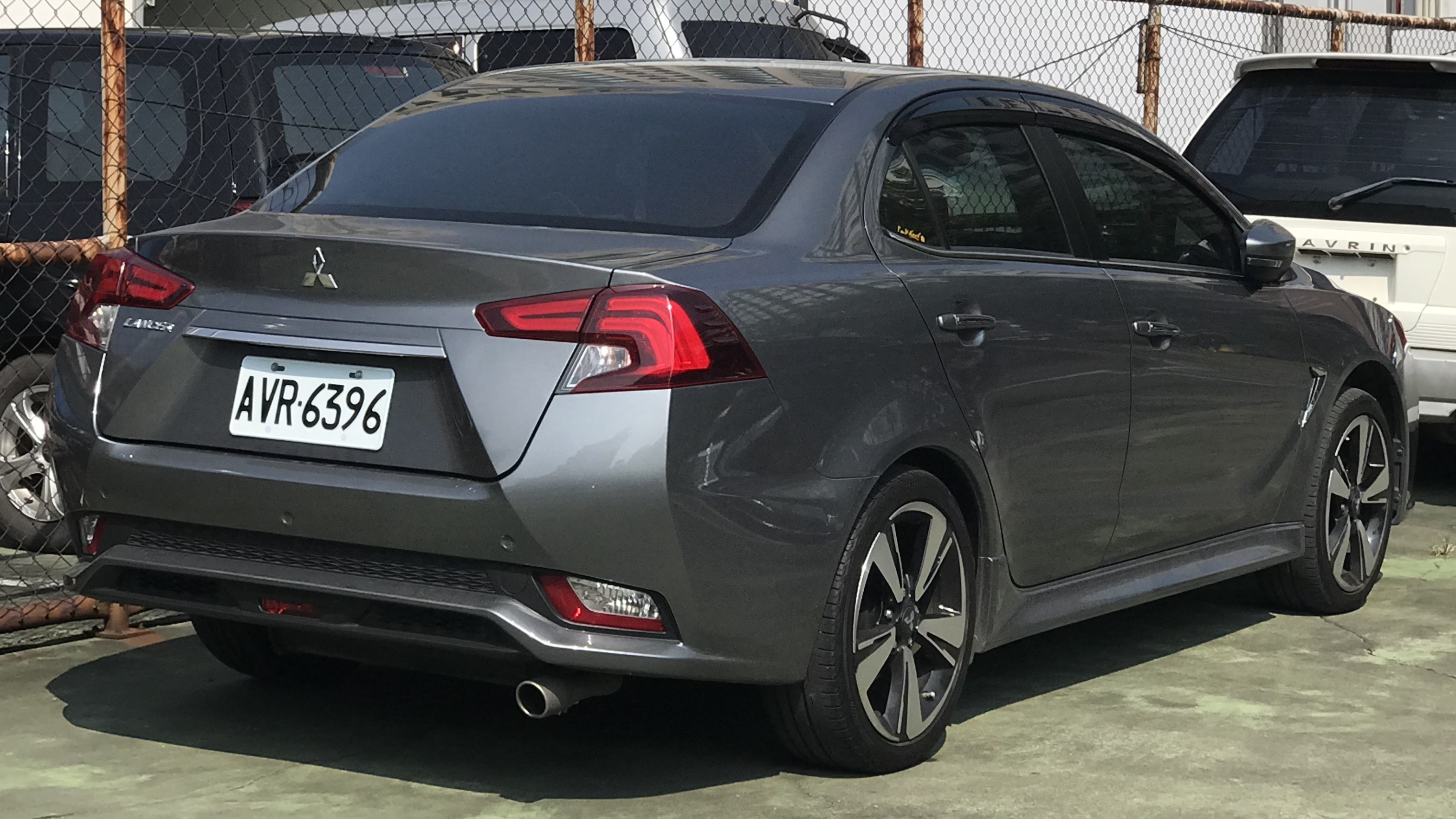

V lednu 2017 se společnost Mitsubishi Motors rozhodla pokračovat v prodeji modelu Lancer na Tchaj-wanu a v Číně i po roce 2017, a to z důvodu přetrvávajícího zájmu o model Lancer v čínsky mluvících zemích. Vývoj nového modelu Grand Lancer na Tchaj-wanu vedla a navrhla tchajwanská společnost China Motor Corporation (CMC). Na designu částečně spolupracovala se společností Pininfarina a její šanghajskou pobočkou. Vzhledem k ukončení výroby celosvětové verze je devátá generace Lanceru postavena na stejné platformě jako osmá generace a jedná se spíše o rozsáhlý facelift. Vůz má novou masku chladiče ve stylu designového jazyka Mitsubishi „Mitsubishi Dynamic Shield“. Interiér, přední kapota, přední nárazníky, přední blatníky, výplně předních a zadních dveří, víko zavazadlového prostoru a zadní nárazník byly pro novou generaci zcela přepracovány, zatímco zbytek je přenesen z osmé generace.